# Neviano degli Arduini
Neviano degli Arduini (Neviàn d'j Arduén in dialetto parmigiano) è un comune italiano di 3 433 abitanti della provincia di Parma in Emilia-Romagna.

## Geografia fisica
Il territorio comunale di Neviano degli Arduini si estende su una superficie di 105,87 km² sui primi contrafforti dell'Appennino parmense; è lambito dai torrenti Enza e Parmossa ed è attraversato dalla Val Toccana e dalle valli dei torrenti Termina di Torre e Termina di Castione. La cima più alta è quella del Monte Fuso con i suoi 1117 m.
Il capoluogo sorge in prossimità del Monte Ripa alla quota di 500 m s.l.m., sul crinale che divide la Val Termina di Castione dalla Val Termina di Torre.

## Origini del nome
Il toponimo Neviano deriva probabilmente dal latino Naevianus; per distinguere il borgo dall'omonima località parmense detta "de' Rossi", fu aggiunta entro il XIII secolo la specificazione "degli Arduini", in riferimento al nome con cui erano noti i feudatari Della Palude, dal capostipite Arduino della Palude, figlio del conte Guido di Gandolfo, a sua volta nipote di Attone I.

## Storia
L'originario nucleo abitato di Neviano nacque in epoca medievale; la più antica testimonianza della sua esistenza risale al 31 marzo 1038, quando fu citato in un documento un sacerdote di nome Rimperto, abitante in loco Nuviani.
Nel 1046 il vescovo di Parma Cadalo donò la corte di Neviano, col suo castello e le cappelle del suo territorio, alla badessa Imila del monastero di San Paolo di Parma.
Nel 1266 la fortezza fu attaccata in seguito alla ribellione dei suoi occupanti contro i ghibellini parmigiani; nel 1297 il Comune di Parma decretò di non ricostruire più alcuna fortificazione a Neviano. Tuttavia, il castello fu riedificato negli anni seguenti e nel 1303 i Rossi di Parma vi radunarono le loro truppe per opporsi a Giberto III da Correggio, dopo la sua nomina a signore di Parma.
Successivamente alla conquista da parte dei Visconti del Comune di Parma, anche il territorio nevianese entrò nell'orbita del ducato di Milano, ma nel settembre 1402 Orlandino e Lodovico da Palù, in accordo con le famiglie Rossi e da Correggio, si impossessarono del castello. Tre mesi dopo i Visconti, aiutati dai Terzi, assediarono il maniero, che capitolò nel gennaio 1403 e fu raso al suolo.
In seguito alla conquista di Parma nel 1409 da parte del marchese di Ferrara Niccolò III d'Este, Paganino e Giorgio da Palù rioccuparono il feudo di Neviano e nel 1411 ricostruirono sulle rovine del castello una piccola bastia, da cui furono scacciati dalle truppe estensi, guidate da Muzio Attendolo Sforza.
Nel 1420 Parma fu riconquistata dal duca di Milano Filippo Maria Visconti, che nel 1441 assegnò i feudi di Neviano, Ranzano, Pratopiano, Campora, Vezzano, Castelmozzano, San Martino di Mozzano, Urzano e Lupazzano a Paganino e Giorgio da Palù; tuttavia, l'anno seguente Giorgio non riuscì a versare la somma dovuta e l'investitura fu revocata. Il Duca incaricò il podestà di Parma Oldrado Lampugnani di governare Neviano per suo conto.
Nel 1452 l'imperatore del Sacro Romano Impero Federico III d'Asburgo investì del feudo di Neviano i da Correggio, che ne ricevettero conferma nel 1498 dall'imperatore Massimiliano I d'Asburgo.
Nel 1660 il duca di Parma Ranuccio II Farnese assegnò Neviano agli Scoffoni, ai quali succedette otto anni dopo il marchese Giuseppe Verugoli. In seguito del feudo fu investito il conte Francesco Terzi, alla cui morte nel 1759 la Camera Ducale tornò in possesso di Neviano. Nel 1763 la contea fu elevata a marchesato e fu acquistata da Troilo Venturi, futuro ministro ducale, che nel 1775 la permutò col feudo di Tizzano Val Parma del marchese Luigi Liberati Del Pozzo; quest'ultimo mantenne i diritti su Neviano fino alla loro abolizione sancita dai decreti napoleonici del 1805.
Da quel momento Neviano degli Arduini seguì le sorti del ducato di Parma e Piacenza.
Il 23 dicembre 2008 il territorio nevianese fu interessato, coi comuni adiacenti, da un terremoto di magnitudo 5,4, che causò numerosi danni agli edifici storici delle province di Parma e Reggio Emilia, tra i quali il castello di Torrechiara.

### Onorificenze
Il Comune di Neviano degli Arduini è tra le città decorate al valor militare per la guerra di liberazione. Tale riconoscimento gli è stato concesso per i sacrifici delle sue popolazioni e per la sua partecipazione alla lotta partigiana durante la seconda guerra mondiale.

## Monumenti e luoghi d'interesse

### Architetture religiose

#### Chiesa di Sant'Eufemia

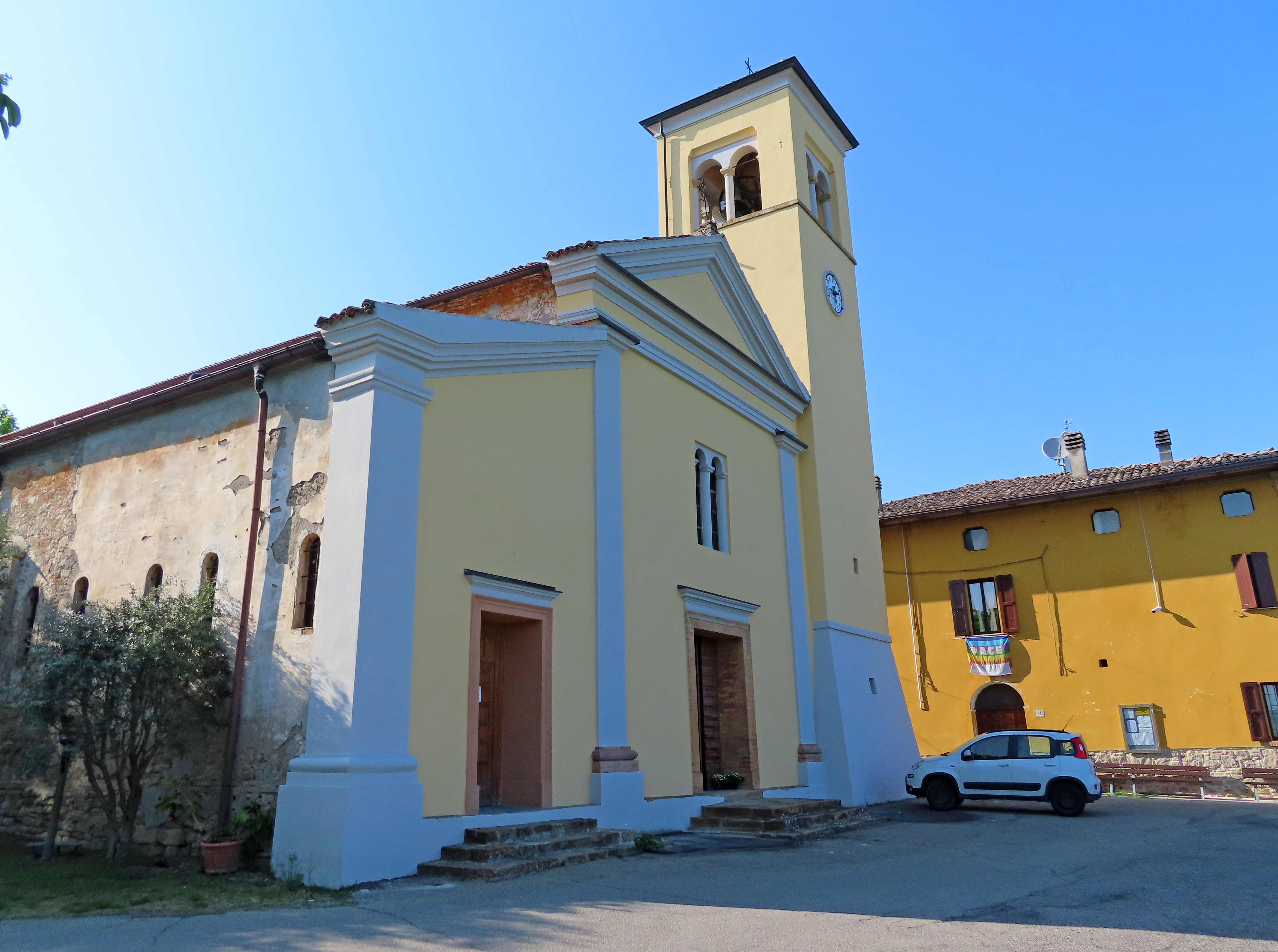
Chiesa di Sant'Eufemia

Menzionata originariamente per la prima volta nel 1038, la cappella medievale fu abbattuta nel XVII secolo e sostituita con un nuovo edificio barocco; modificata parzialmente tra il 1759 e il 1782, la chiesa fu dotata di una facciata neoclassica tra la fine del XVIII secolo e l'inizio del XIX; ristrutturata e affrescata tra il 1949 e il 1960, fu internamente restaurata nel 1998; il tempio, affiancato complessivamente da nove cappelle, è riccamente decorato sulle volte con affreschi realizzati intorno alla metà del XX secolo dal pittore Emanuele Quintavalla.

#### Pieve di Santa Maria Assunta a Sasso

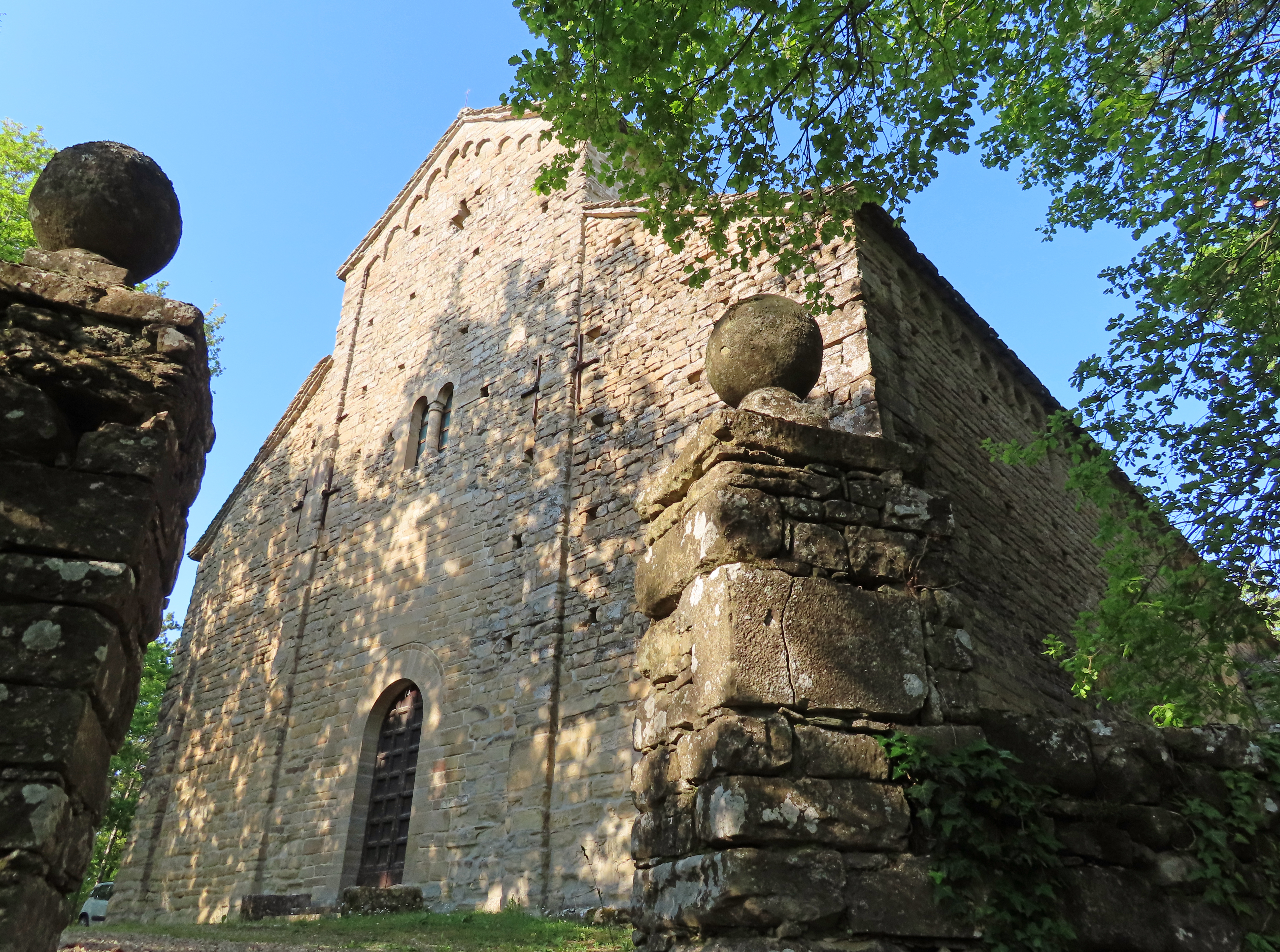
Pieve di Santa Maria Assunta a Sasso

Edificata tra l'VIII e il IX secolo alle pendici del rilievo che sovrasta l'abitato di Sasso, la pieve originaria, menzionata per la prima volta nel 1005, fu ricostruita in forme romaniche nel 1082 sulla sommità del monte, secondo la tradizione per volere della contessa Matilde di Canossa; accresciuta di importanza nei secoli seguenti grazie alla strategica collocazione, cadde nel degrado nel XIX secolo; risistemata nelle coperture agli inizi del XX secolo, fu parzialmente restaurata dopo il terremoto del 1920; affiancata dal campanile neoromanico nel 1948, tra il 1950 e il 1965 fu interamente ristrutturata e riportata alla sua veste originaria romanica; elevata a santuario mariano dedicato a Maria Madre della Chiesa, fu restaurata tra il 1990 e il 1994 e tra il 2006 e il 2008. La chiesa, sviluppata su un impianto basilicale a tre navate terminanti in altrettante absidi, presenta una facciata a salienti in pietra, scandita da quattro paraste e decorata con archetti pensili in sommità; all'interno le navate, coperte da soffitti a capriate e travetti lignei, sono separate tra loro attraverso una serie di arcate a tutto sesto rette da colonne coronate da capitelli a cubo scantonato; di particolare pregio risulta il fonte battesimale ottagonale, ricomposto nel 1960 da Galileo Scorticati unendo frontalmente quattro lastre scolpite ad altorilievo risalenti alla prima metà del XII secolo.

#### Pieve di Sant'Ambrogio a Bazzano

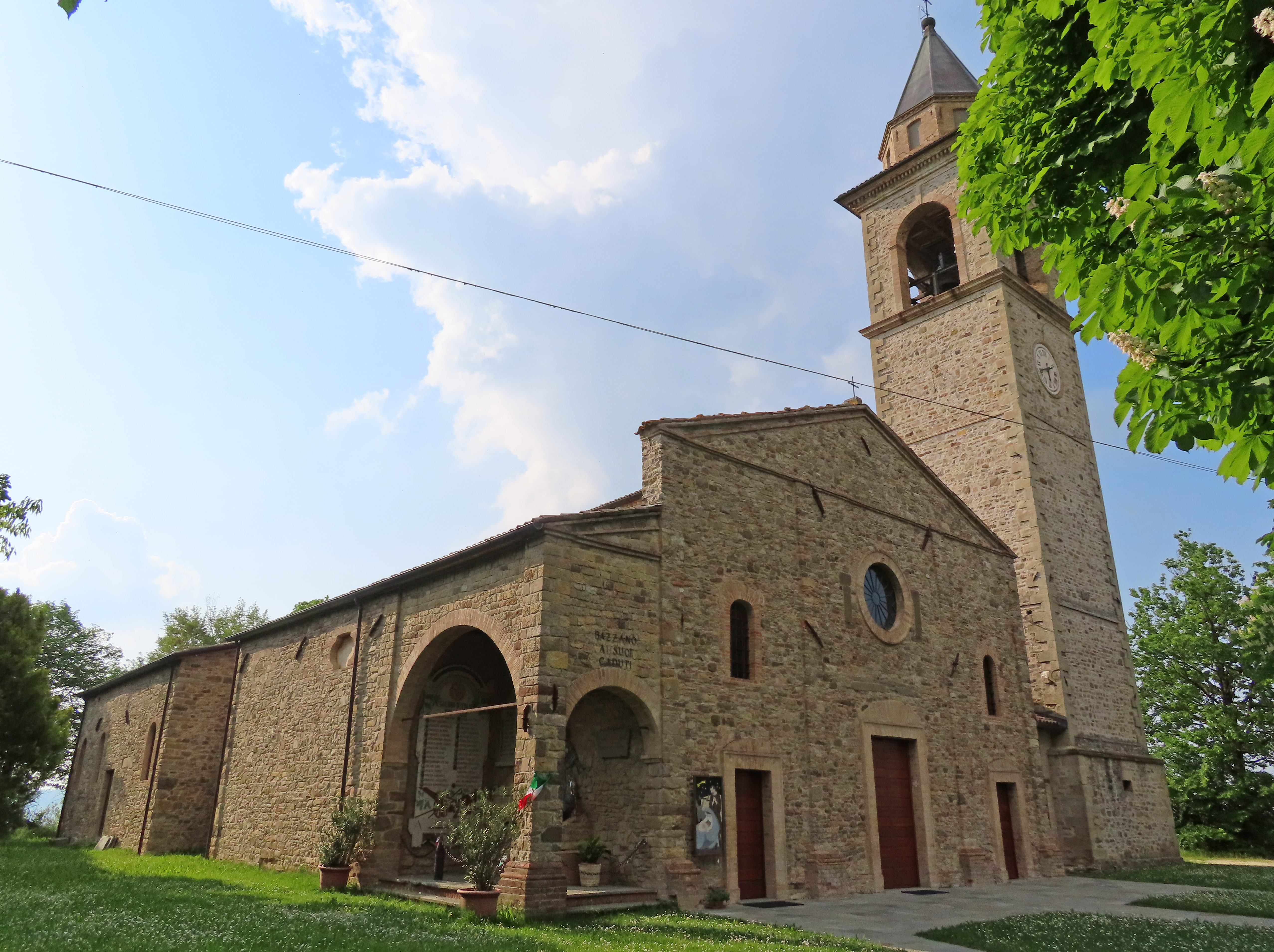
Pieve di Sant'Ambrogio a Bazzano

Edificata a Bazzano forse già nel IV o V secolo ma ricostruita in stile romanico nell'XI, nel 1230 la pieve aveva sotto la propria giurisdizione sette cappelle e nel 1354 undici chiese, cinque benefici, cinque canonicati e quattro ospedali; profondamente trasformata in stile rinascimentale tra il XVI e il XVII secolo, fu nuovamente modificata tra la seconda metà del XIX e gli inizi del XX; completamente restaurata tra il 2001 e il 2003, fu rinforzata strutturalmente tra il 2008 e il 2013. La chiesa in pietra, dominata nella facciata da un grande frontone di coronamento, è internamente suddivisa in tre navate; la prima cappella sinistra accoglie un fonte battesimale romanico a pianta ottagonale interamente scolpito, risalente secondo alcune ipotesi al VII o all'VIII secolo, anche se alcune scelte iconografiche dei bassorilievi fanno pensare a una datazione più tarda, intorno al X o all'XI secolo.

#### Oratorio dei Santi Giovanni e Paolo a Scorcoro di Bazzano

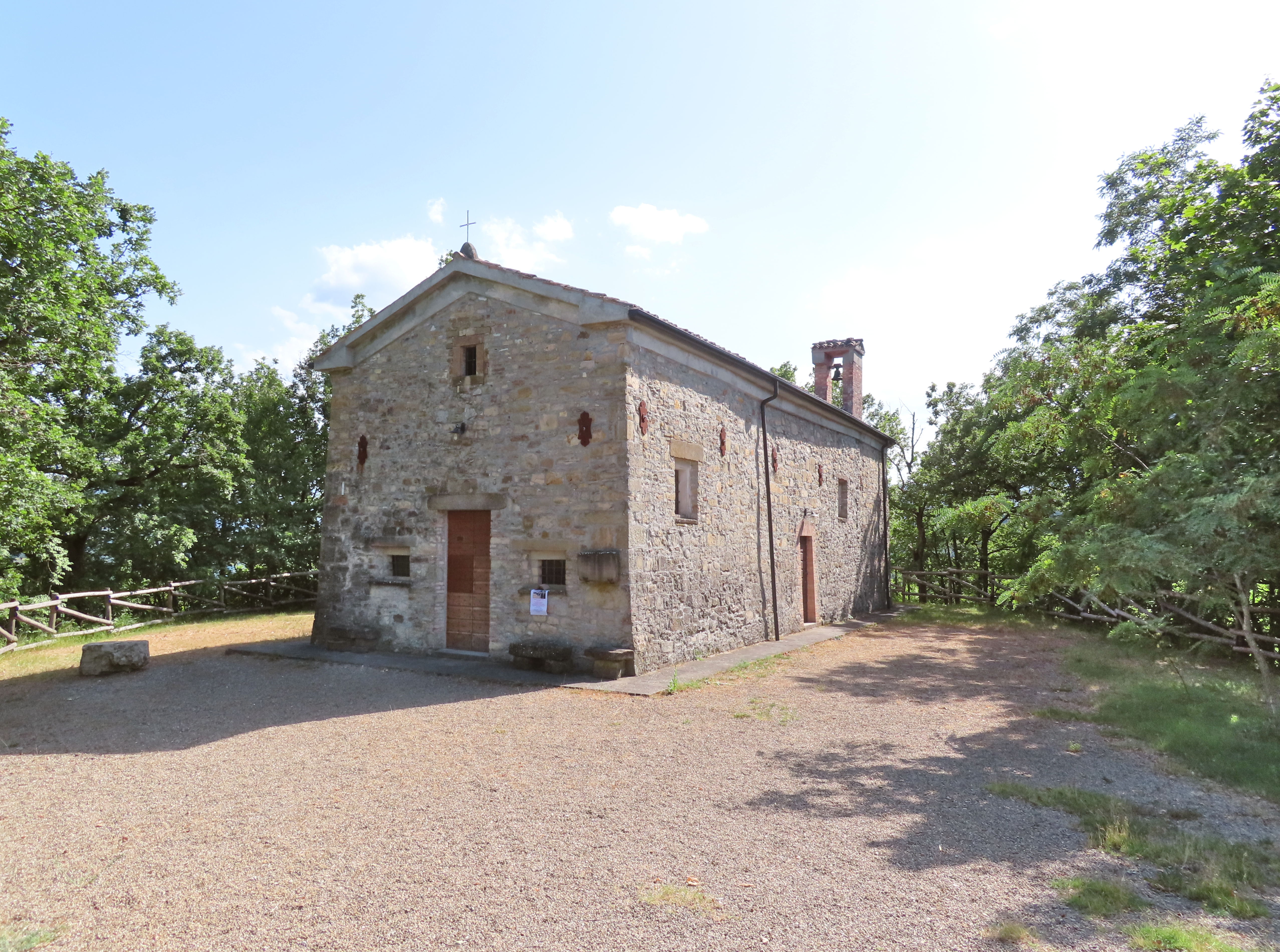
Oratorio dei Santi Giovanni e Paolo a Scorcoro di Bazzano

Menzionato per la prima volta nel 1299, l'oratorio originario, situato nel piccolo borgo di Scorcoro di Bazzano, fu ricostruito più a valle in posizione isolata nel XVII secolo; restaurato intorno al 1960, fu interamente ristrutturato tra il 2009 e il 2013. L'edificio, sviluppato su una navata unica, è rivestito in pietra e presenta una semplice facciata a capanna.

#### Pieve dei Santi Ippolito e Cassiano a Scurano

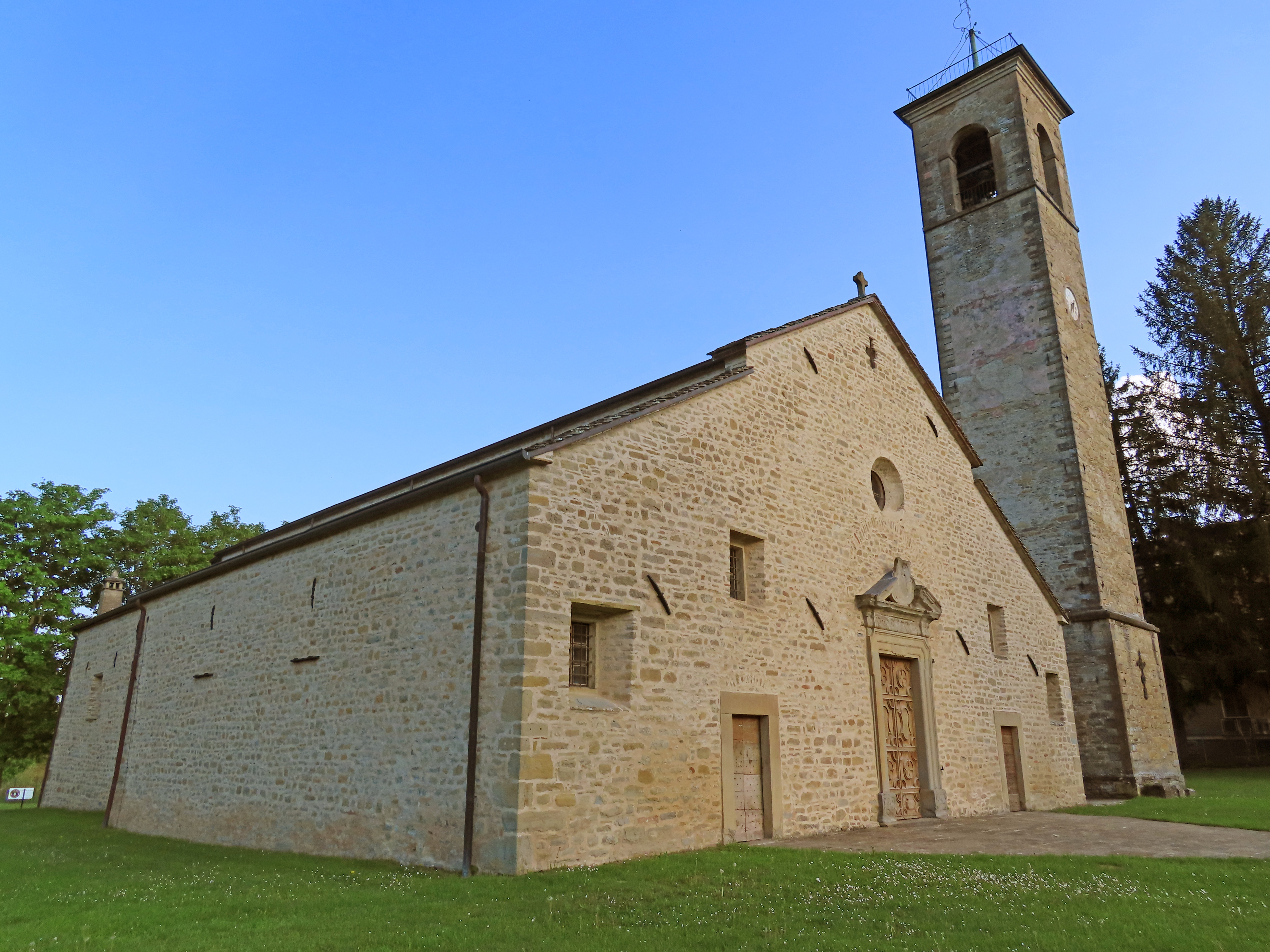
Pieve dei Santi Ippolito e Cassiano a Scurano

Edificata entro il 1111, la pieve romanica di Scurano, menzionata per la prima volta nel 1230, fu profondamente modificata agli inizi del XVIII secolo, aggiungendo le navatelle laterali e le cappelle e realizzando la volta a botte lunettata sulla navata centrale; affiancata dal campanile tra il 1832 e il 1838, fu lesionata dal terremoto del 1920 e successivamente risistemata; modificata nella zona absidale per accogliere l'organo acquistato nel 1910 dalla chiesa di San Pietro di Parma, nel 1932 fu affrescata internamente; danneggiata dalle scosse del 1983 e del 2008, fu in seguito restaurata e rinforzata strutturalmente. L'edificio, sviluppato su una pianta a tre navate affiancate da cappelle laterali, presenta una facciata a salienti in pietra, caratterizzata dal portale d'ingresso principale delimitato da una cornice e un frontone spezzato del 1751; all'interno alcuni pilastri mostrano tracce di affreschi cinquecenteschi rappresentanti santi; di particolare pregio risulta la pala d'altare raffigurante la Madonna col Bambino e i santi Ilario e Antonio, dipinta nel 1514 da Pier Ilario e Michele Mazzola, zii del Parmigianino.

#### Chiesa di San Martino a Mozzano

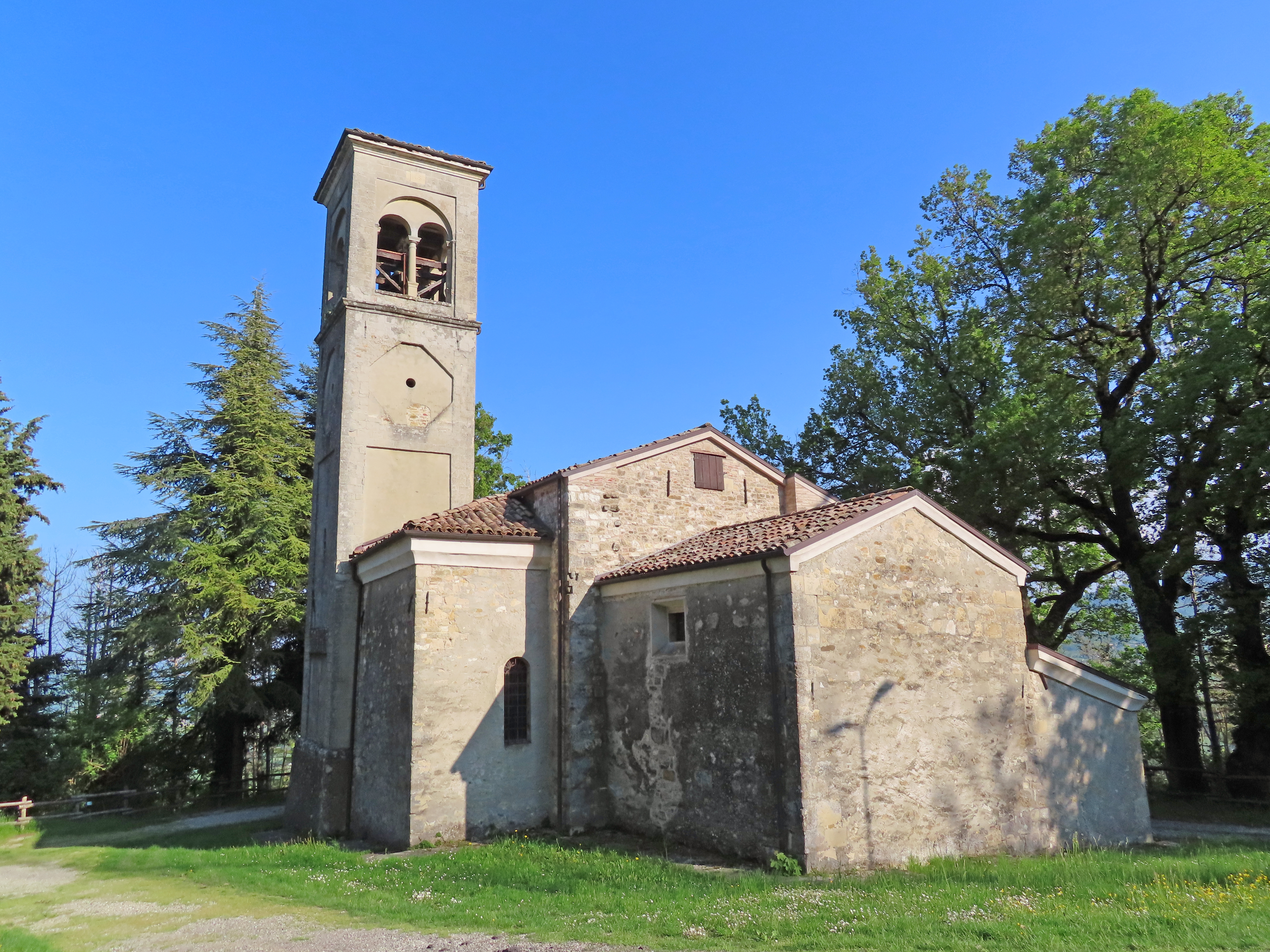
Chiesa di San Martino a Mozzano

Menzionata per la prima volta nel 1137, la cappella romanica di Mozzano fu elevata a sede di parrocchia autonoma prima del 1564; demolita nel 1669, fu completamente ricostruita in stile barocco; danneggiata dal sisma del 2008, dal 2009 fu sottoposta a lavori di restauro e miglioramento sismico. La chiesa conserva, murate in uno spigolo esterno, due sculture romaniche raffiguranti teste umane con copricapo a calotta, risalenti al XII secolo; al suo interno sono inoltre presenti varie decorazioni barocche in stucco.

#### Chiesa di San Michele Arcangelo a Lupazzano

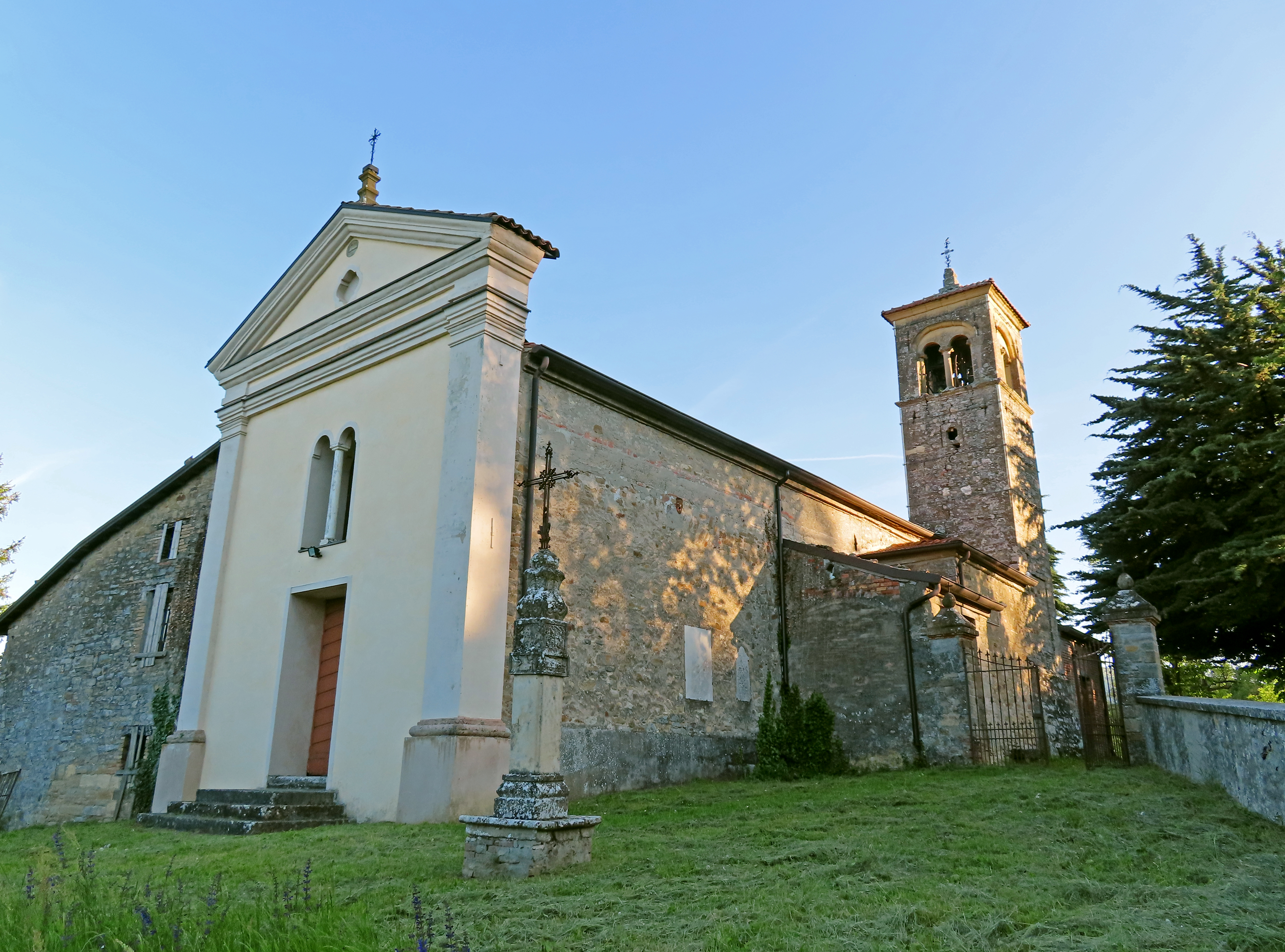
Chiesa di San Michele Arcangelo a Lupazzano

Menzionata per la prima volta nel 1063, la cappella originaria fu donata, insieme al territorio di Lupazzano, dagli Attoni di Antesica al monastero di San Prospero di Reggio, che ne mantenne il possesso fino al 1556; elevata nel 1564 a sede parrocchiale autonoma, fu distrutta da una frana negli anni seguenti; riedificata in forme barocche nel campo di San Rocco tra l'inizio del XVII secolo e il 1694, nel 1744 fu affiancata dal campanile; affrescata internamente nel 1946, fu danneggiata dai terremoti del 1983 e 2008 e successivamente rinforzata strutturalmente e restaurata. L'edificio, sviluppato su una pianta a navata unica affiancata da una cappella per parte, presenta una facciata a capanna delimitata da due lesene doriche e coronata da un frontone triangolare; gli interni accolgono alcune opere di pregio, tra cui la pala d'altare.

#### Chiesa di San Giovanni Battista ad Antreola

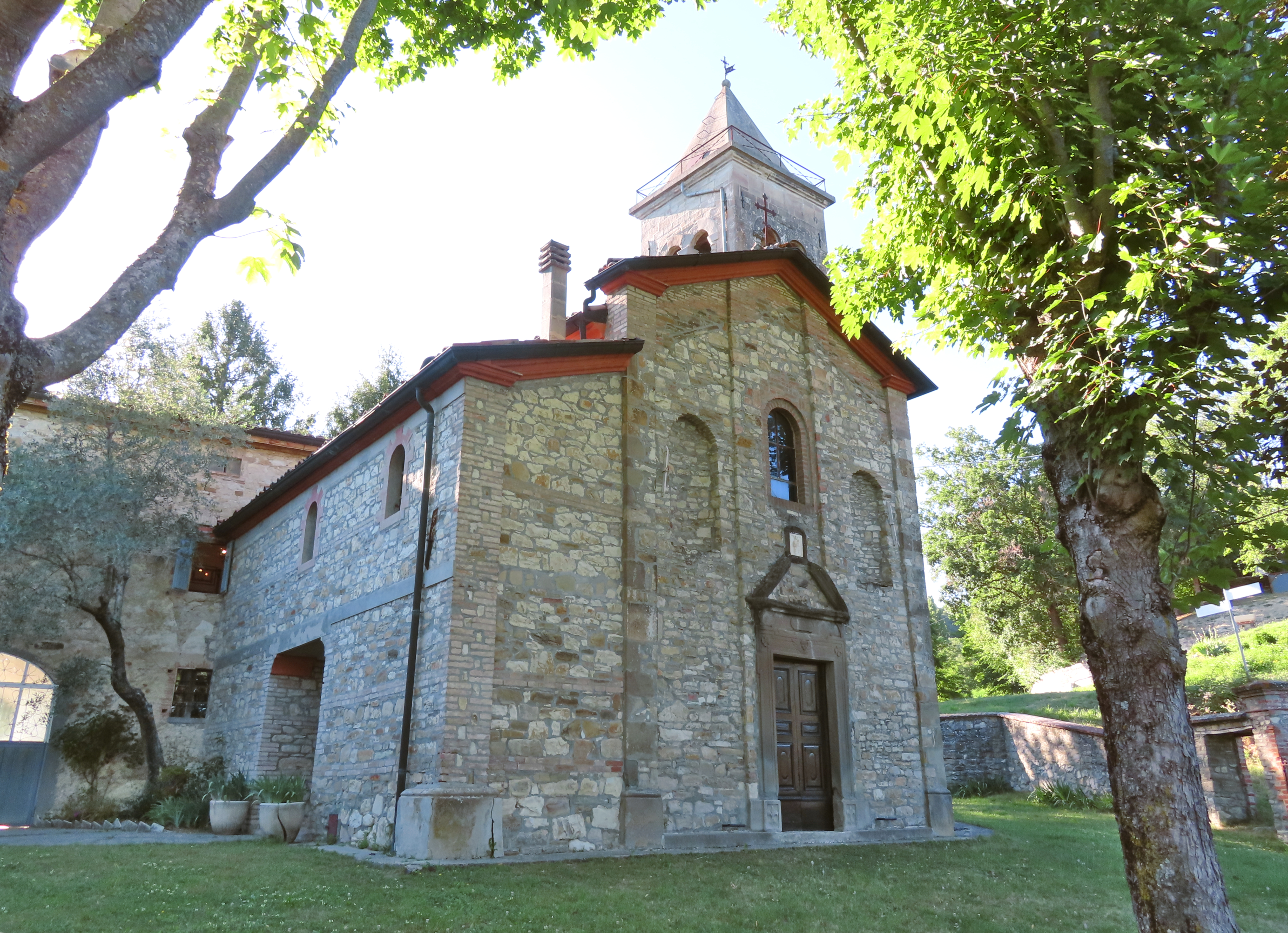
Chiesa di San Giovanni Battista ad Antreola

Menzionata per la prima volta nel 1230, la cappella originaria di Selvazzano fu profondamente danneggiata da una frana nella prima metà del XVI secolo; elevata nel 1564 a sede parrocchiale autonoma benché in precarie condizioni, nel 1579 fu chiusa e provvisoriamente unita alla chiesa di San Giacomo di Castelmozzano; ricostruita tra il 1688 e il 1702 in forme barocche in posizione più sicura, fu parzialmente modificata nel 1931; unita nel 1986 alla parrocchia di San Giacomo di Castelmozzano in seguito alla soppressione di quest'ultima, nel 2008 fu lesionata da un terremoto e successivamente rinforzata e restaurata tra il 2010 e il 2011. L'edificio, sviluppato su una pianta a navata unica affiancata da una cappella per lato, presenta una facciata in pietra scandita da lesene; gli interni sono decorati con affreschi sulle volte a botte lunettate dell'aula e del presbiterio.

#### Chiesa di San Giacomo a Castelmozzano

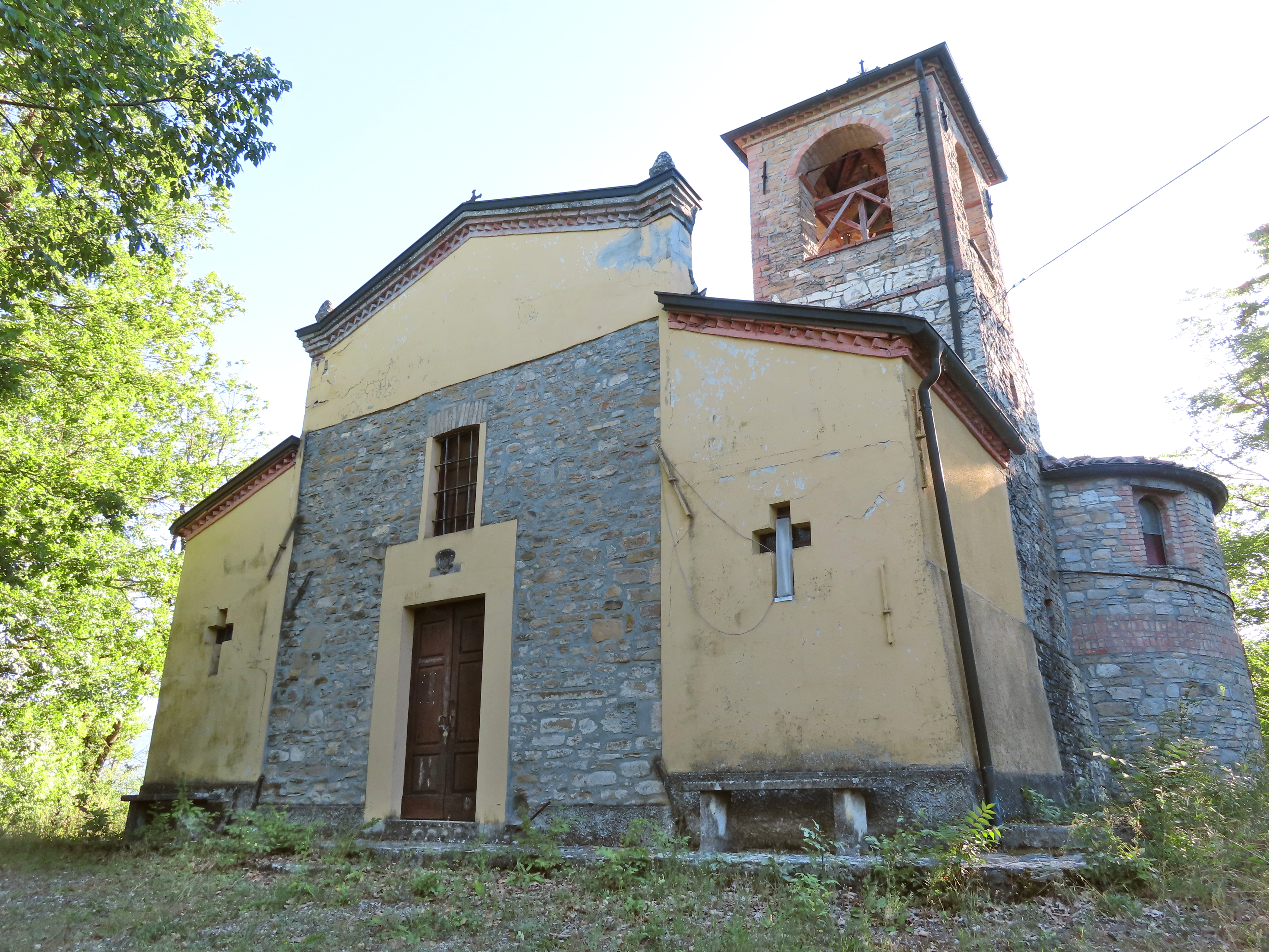
Chiesa di San Giacomo a Castelmozzano

Menzionata per la prima volta nel 1354, la cappella originaria posta all'interno del castello di Castelmozzano cadde in rovina in seguito al crollo del maniero; ricostruita sui ruderi della fortificazione, divenne sede parrocchiale autonoma verso il 1564; completamente ristrutturata in stile barocco e dotata del campanile agli inizi del XVIII secolo, fu danneggiata da una frana nel 1810 e risistemata nel 1860; lesionata da due terremoti nel 1920 e 1983, fu successivamente restaurata; unita alla chiesa di San Giovanni Battista di Antreola nel 1986, fu ristrutturata a partire dal 1993; lesionata da una frana avviatasi nel 2014, fu dichiarata inagibile. L'edificio, sviluppato su una pianta a navata unica affiancata da due cappelle absidate, è rivestito in parte in pietra negli esterni e negli interni.

#### Chiesa dell'Assunzione di Maria Vergine a Provazzano

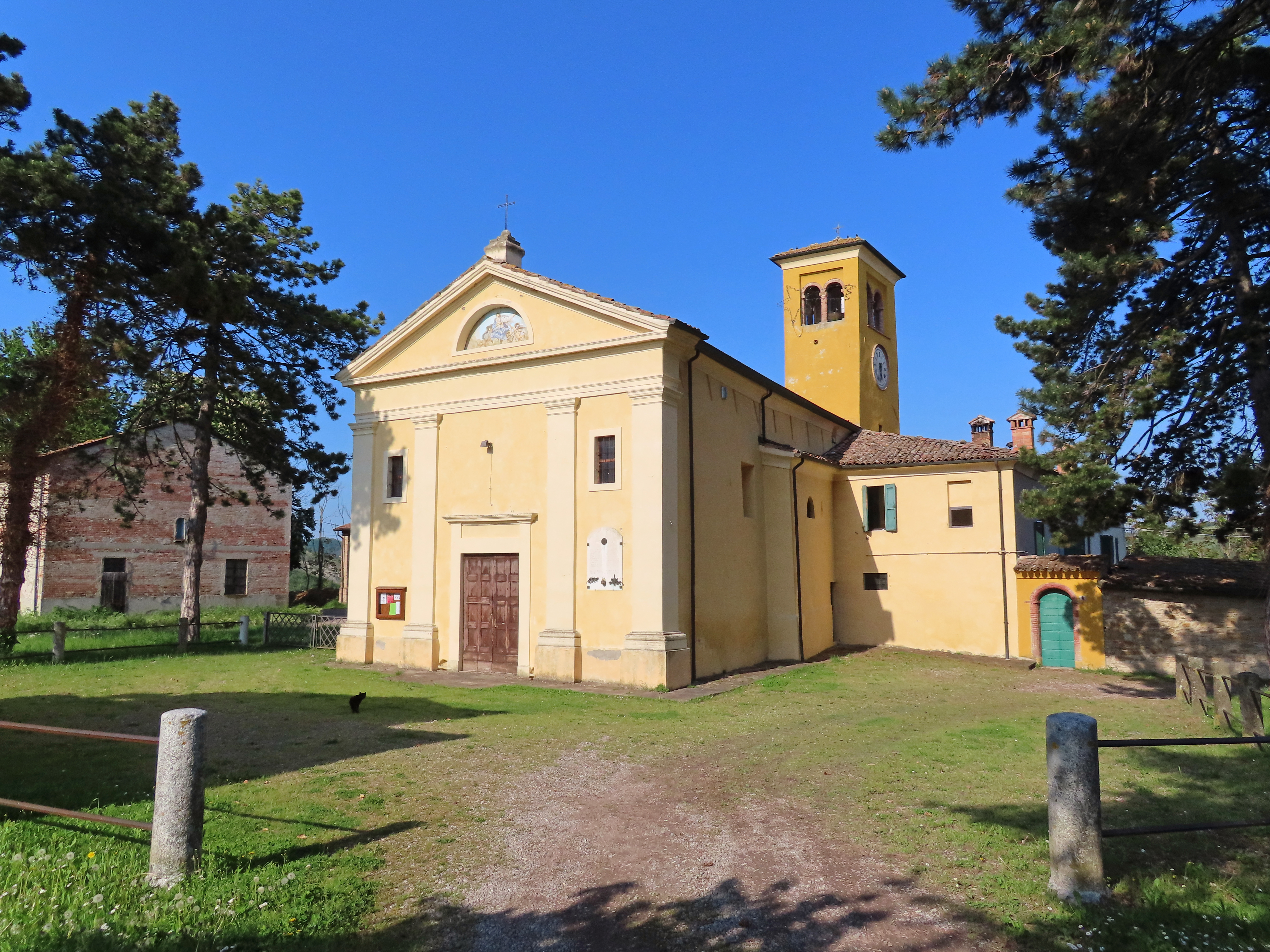
Chiesa dell'Assunzione di Maria Vergine a Provazzano

Menzionata per la prima volta nel 1144, la cappella di Provazzano fu elevata a sede parrocchiale autonoma nel 1564; danneggiata da una falda sotterranea nella seconda metà del XVII secolo, fu demolita e sostituita con la vicina cappella rinascimentale eretta in precedenza dai conti Bovi, che la fecero allungare; danneggiata da un terremoto nel 1832, nei tre anni seguenti fu restaurata e fu dotata di un campanile; interamente ristrutturata nel 1870, fu colpita da violente scosse sismiche nel 1920, nel 1983 e nel 2008 e successivamente risistemata e consolidata strutturalmente. L'edificio, sviluppato su una pianta a navata unica affiancata da due cappelle per lato, presenta una facciata intonacata, tripartita da lesene doriche a sostegno di un ampio frontone triangolare.

#### Cappella dell'Assunzione di Maria Vergine a Provazzano

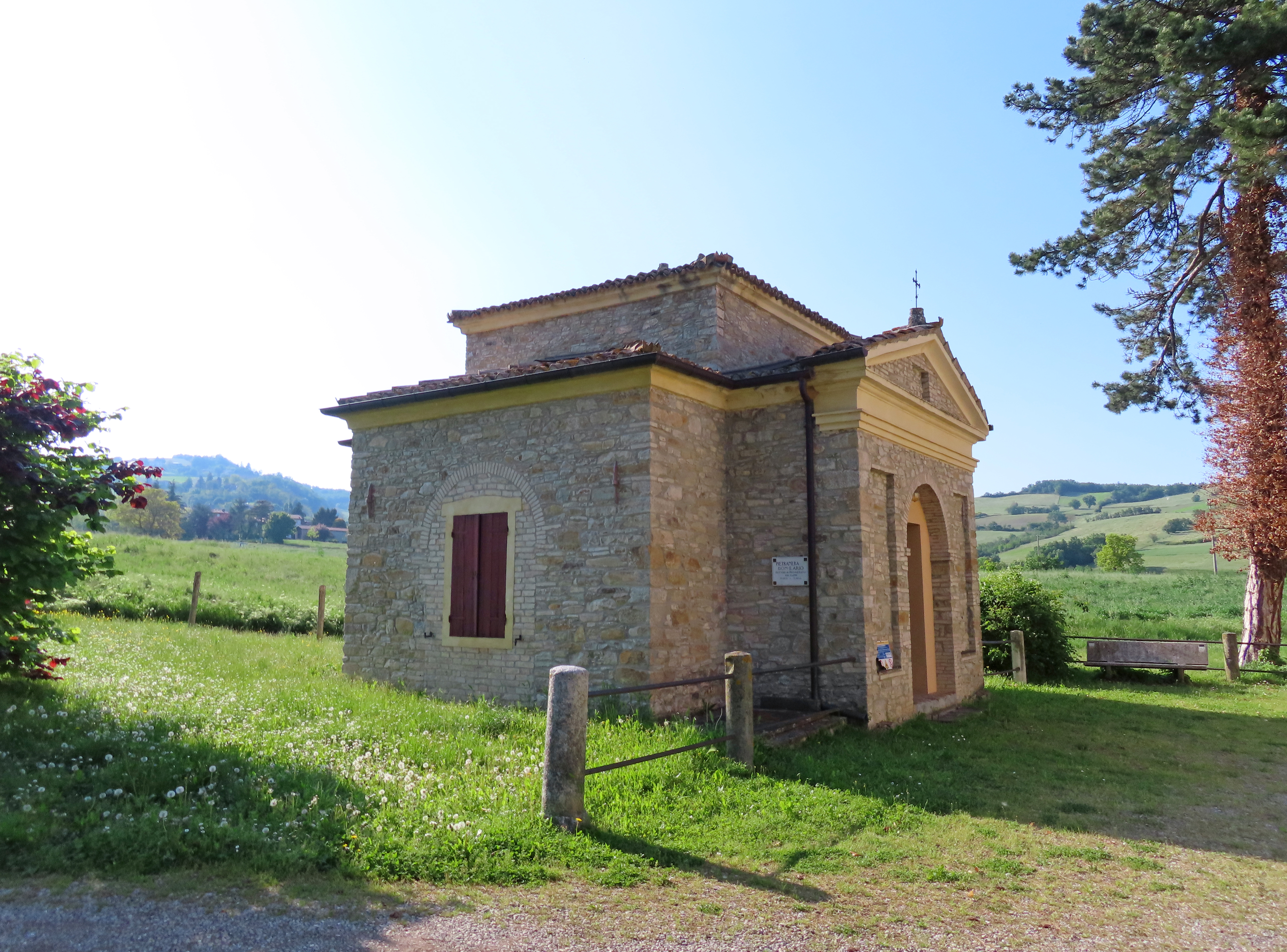
Cappella dell'Assunzione di Maria Vergine a Provazzano

Edificata nel XVIII secolo di fronte alla chiesa di Provazzano, la cappella neoclassica fu restaurata nel XXI secolo. Il piccolo edificio, sviluppato su una pianta centrale a croce greca, presenta una simmetrica facciata a capanna in pietra, coronata da un frontone triangolare con cornice intonacata in rilievo.

#### Chiesa di San Vincenzo Martire a Urzano

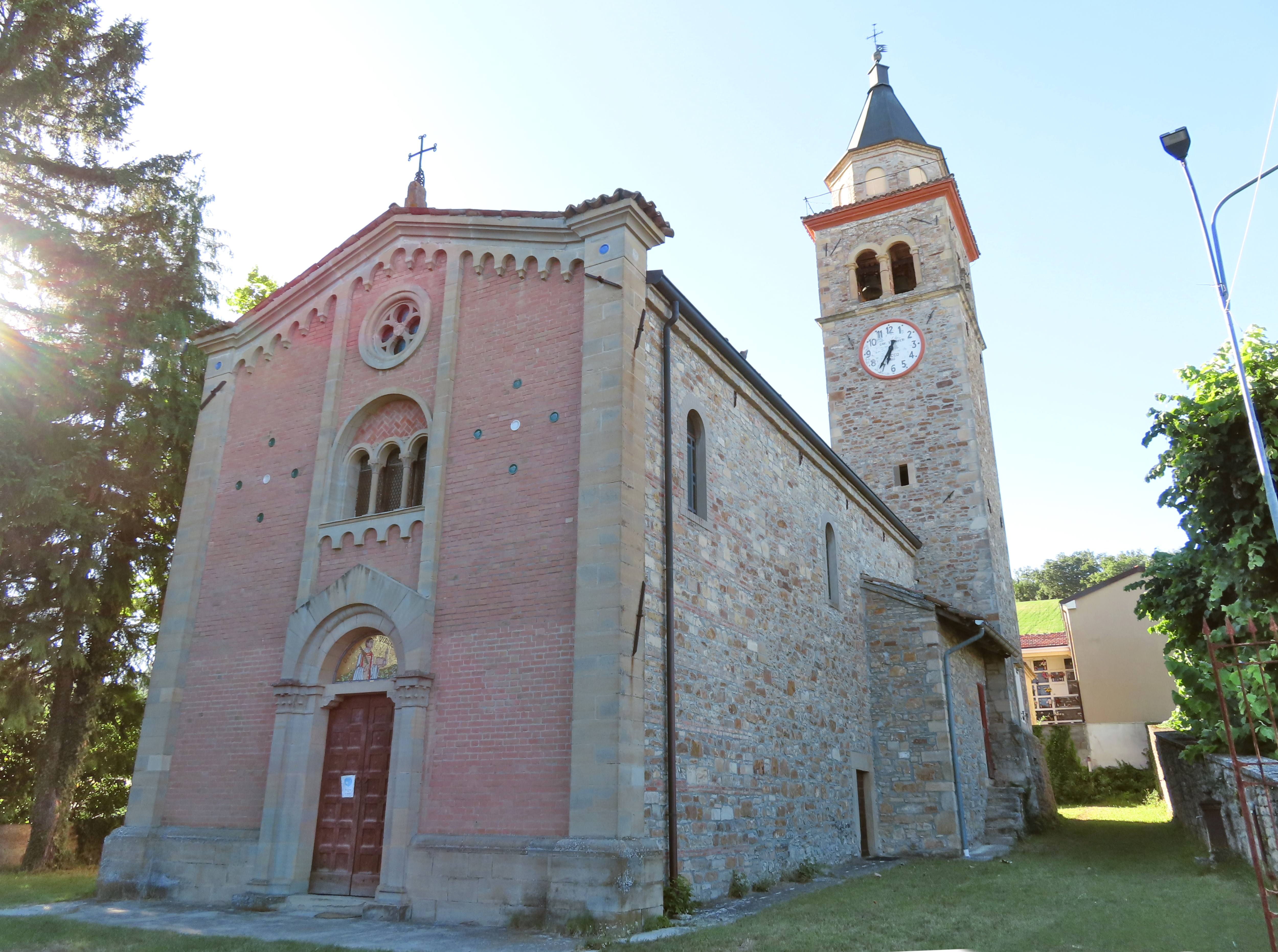
Chiesa di San Vincenzo Martire a Urzano

Menzionata per la prima volta nel 1230, la cappella originaria di Urzano fu elevata a sede parrocchiale autonoma nel 1564 ; profondamente degradata nel 1650, fu ricostruita più a valle tra il 1656 e il 1661 e affiancata dal campanile nel 1663; completamente ristrutturata in stile neoromanico e ampliata tra il 1925 e il 1935, fu decorata internamente nel 1979 e rinforzata strutturalmente tra il 2012 e il 2017. L'edificio, sviluppato su una pianta a navata unica affiancata da una cappella per parte, presenta una facciata a capanna in laterizio, con un portale centrale strombato e sormontato da una lunetta, una trifora e un rosone; all'interno sono conservate alcune opere di pregio, tra cui la grande pala seicentesca, le quattordici stazioni settecentesche della Via Crucis, vari dipinti e oggetti liturgici realizzati tra il XVI e il XIX secolo.

#### Chiesa dell'Assunzione di Maria Vergine a Cedogno

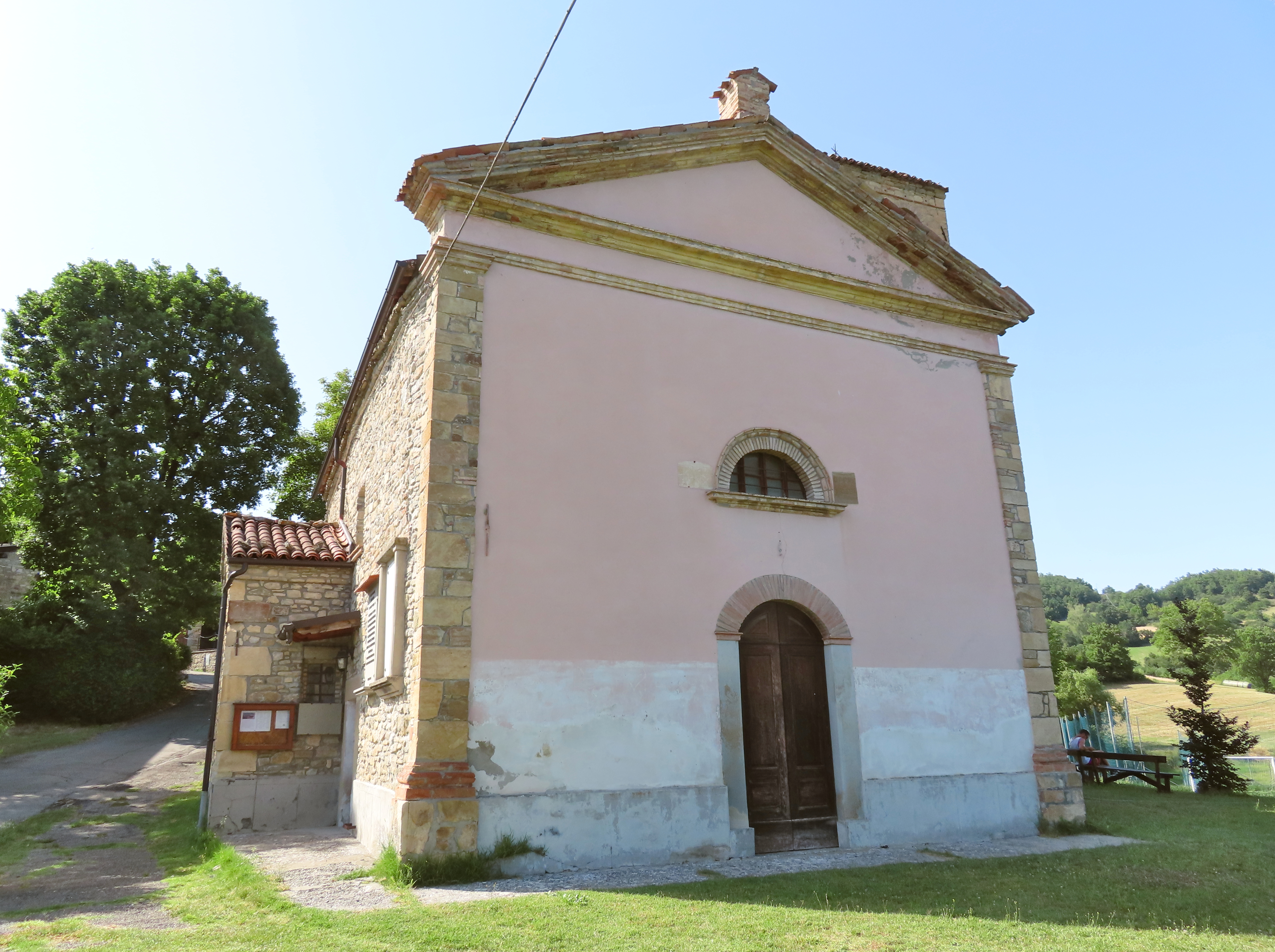
Chiesa dell'Assunzione di Maria Vergine a Cedogno

Menzionata per la prima volta nel 1230, la cappella originaria di Cedogno fu distrutta da una frana nella prima metà del XVI secolo e nel 1563 fu ricostruita in stile rinascimentale ai margini del borgo; elevata a sede parrocchiale autonoma nel 1564, fu dotata del campanile nel 1726; restaurata verso la metà del XX secolo, fu internamente decorata tra il 1940 e il 1945 da Emanuele Quintavalla. L'edificio, sviluppato su un impianto a navata unica affiancata da due cappelle per lato, presenta una facciata a capanna, con lesene e frontone triangolare in pietra; all'interno l'aula è coperta da un soffitto settecentesco a cassettoni lignei dipinti con simboli biblici.

#### Chiesa di San Lorenzo a Lodrignano

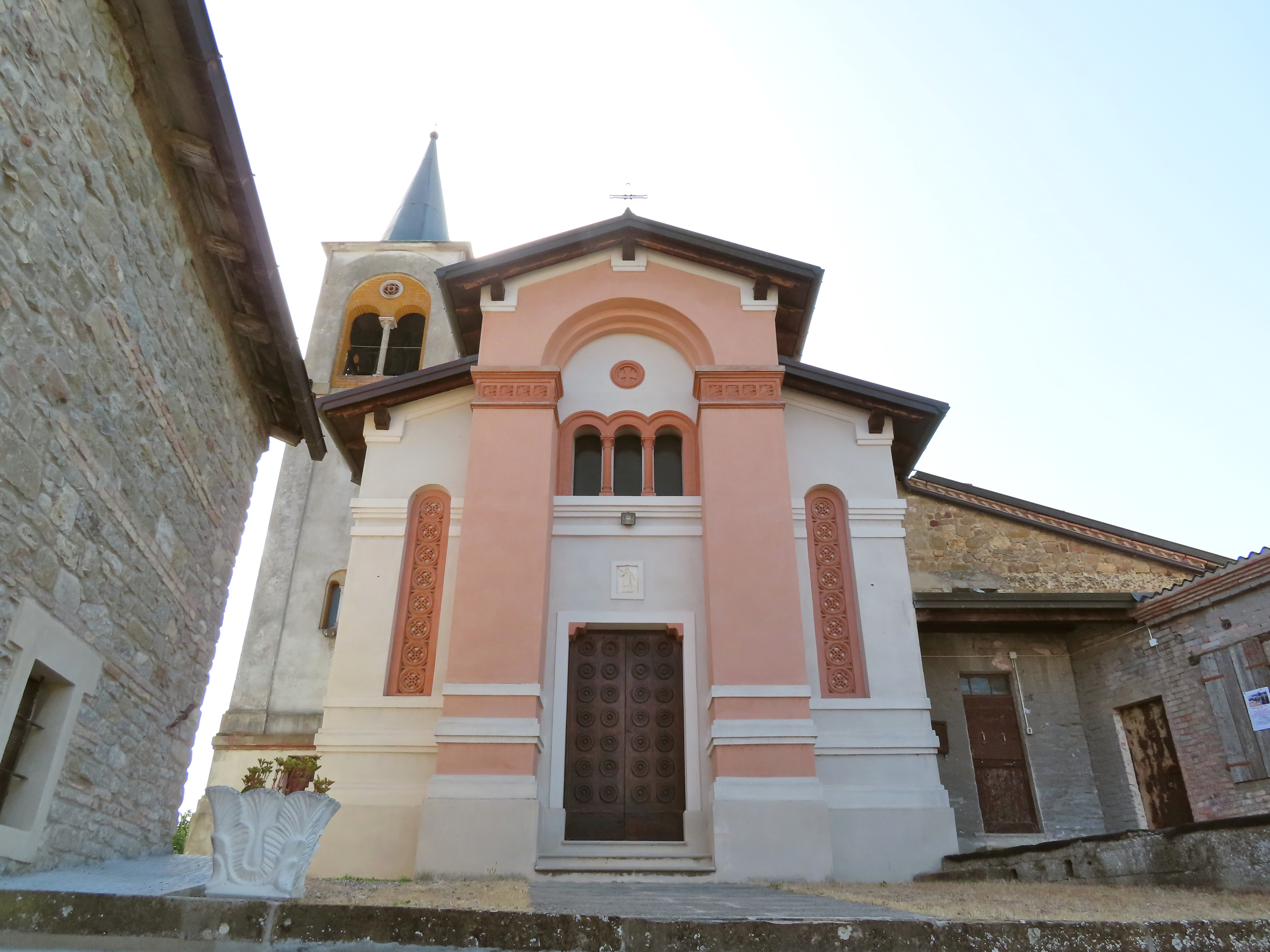
Chiesa di San Lorenzo a Lodrignano

Menzionata per la prima volta nel 1230, la cappella originaria di Lodrignano fu elevata a sede parrocchiale autonoma nel 1564; distrutta dal terremoto del 1920, tra il 1921 e il 1926 fu completamente ricostruita in forme neobizantine sui resti della precedente; consacrata nel 1927, fu affiancata dal campanile nel 1928; rinforzata strutturalmente tra il 2011 e il 2013, nel corso dei lavori fu anche restaurata nella facciata. L'edificio, sviluppato su una pianta a navata unica affiancata da una cappella sulla sinistra, presenta una facciata a salienti tripartita verticalmente da due massicce paraste, a sostegno di un'ampia arcata a tutto sesto centrale; all'interno, il presbiterio accoglie, racchiusa da una cornice settecentesca riccamente intagliata, una pala d'altare cinquecentesca.

#### Chiesa di San Michele Arcangelo a Mediano

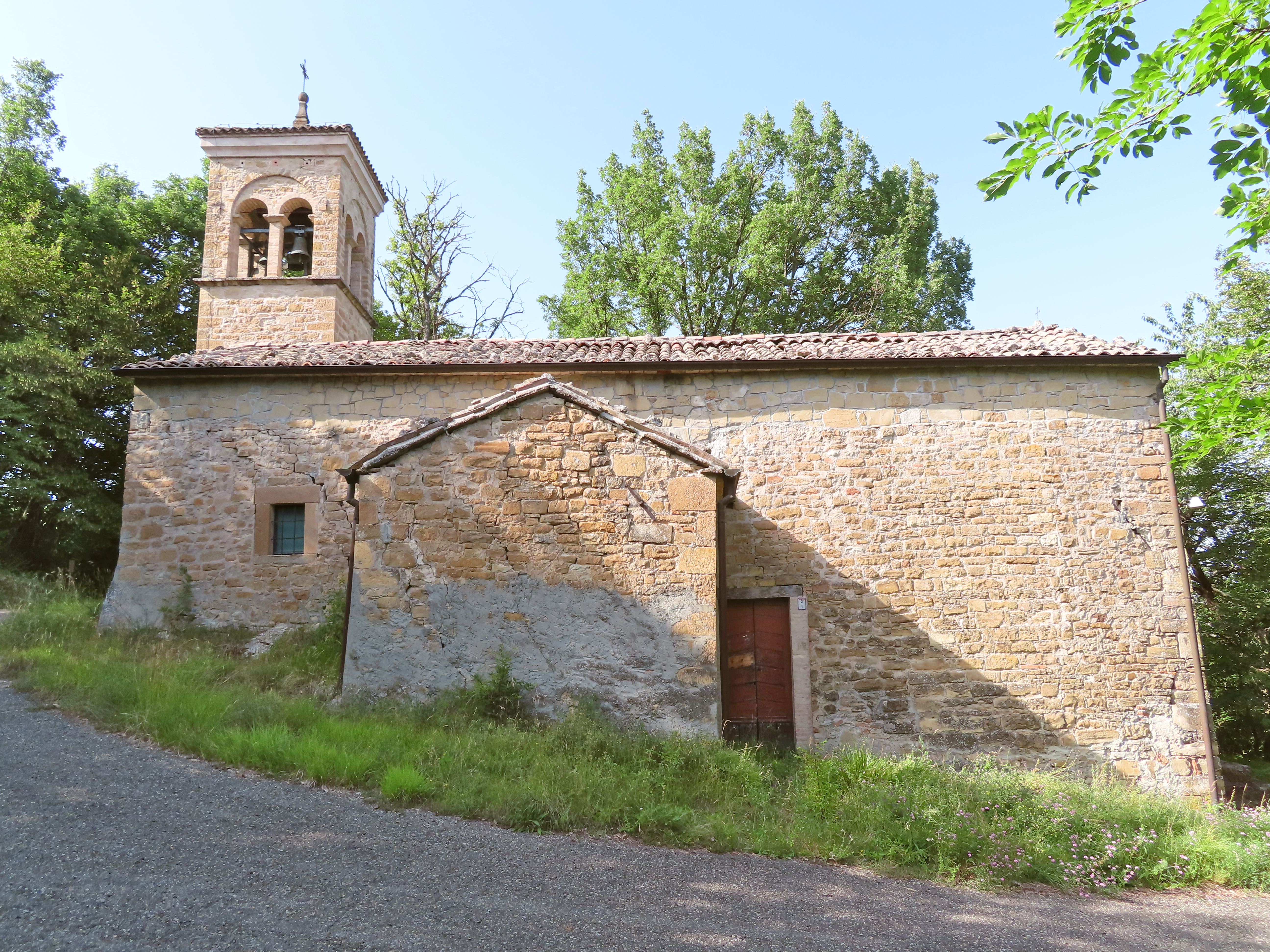
Chiesa di San Michele Arcangelo a Mediano

Menzionata per la prima volta nel 1230, la cappella di Mediano fu elevata a sede parrocchiale autonoma nel 1564; sprofondata successivamente in un profondo degrado, fu completamente ristrutturata nel 1770 e affiancata dal campanile nel 1863; danneggiata da un cedimento del terreno di fronte alla facciata verso la fine del XX secolo, fu consolidata strutturalmente a più riprese tra il 1980 e il 2000. L'edificio, sviluppato su un impianto a navata unica affiancata da una cappella sulla sinistra, è interamente rivestito in pietra e presenta una semplice facciata a capanna; all'interno è conservato un calice in rame sbalzato, risalente al 1507.

#### Chiesa di San Prospero a Ceretolo

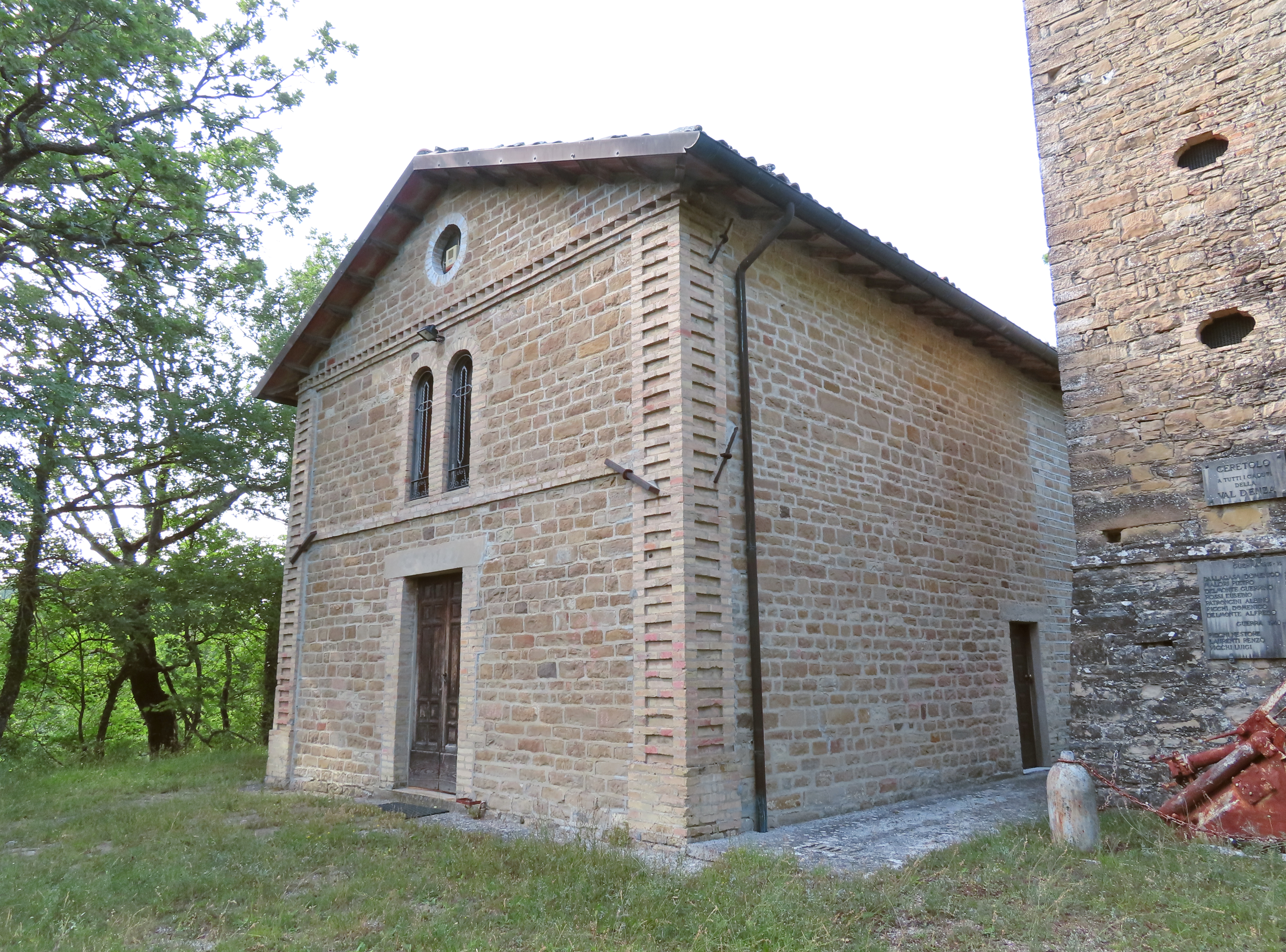
Chiesa di San Prospero a Ceretolo

Menzionata per la prima volta nel 1230, la cappella originaria di Ceretolo fu ricostruita nel 1507 ed elevata a sede parrocchiale autonoma nel 1564; ristrutturata nel 1695, fu internamente modificata nel 1885 e affiancata dal campanile nel 1891; distrutta da un terremoto nel 1920, fu riedificata in forme neoromaniche tra il 1923 e il 1943. Il tempio, sviluppato su una pianta a navata unica, presenta una simmetrica facciata a capanna, rivestita in conci regolari di arenaria e delimitata da paraste in laterizio; all'interno il presbiterio accoglie una pala d'altare seicentesca.

#### Chiesa di San Lorenzo a Campora

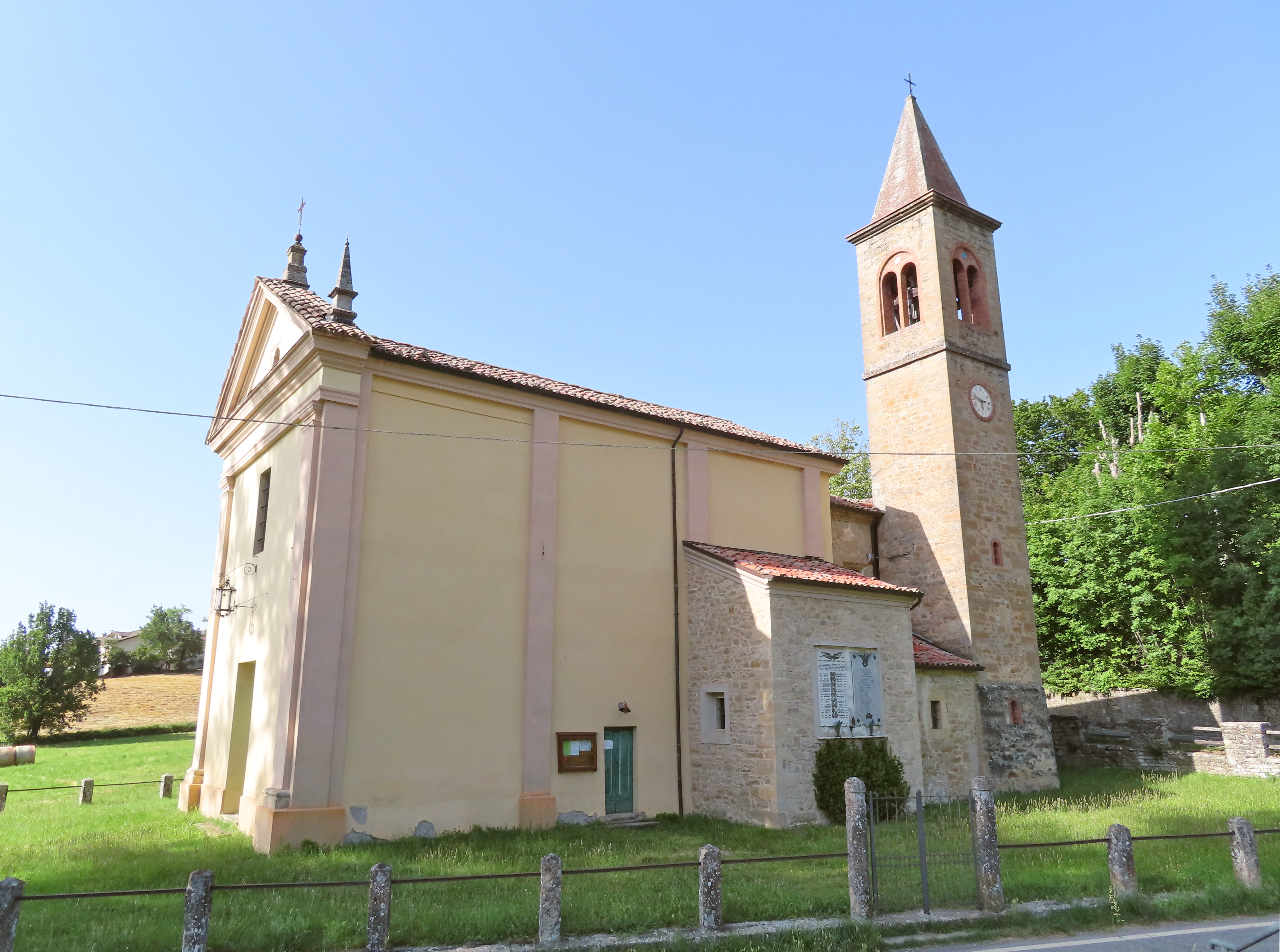
Chiesa di San Lorenzo a Campora

Menzionata per la prima volta nel 1230, la cappella originaria di Croce di Mussatico di Campora fu elevata a sede parrocchiale autonoma nel 1564; distrutta da una frana nei primi anni del XVII secolo, fu ricostruita in località Casone di Campora in forme neoclassiche tra il 1607 e il 1802; affiancata dalla cappella destra e dalla sagrestia nel XIX secolo, fu internamente decorata con affreschi nel 1884; risistemata nel corso del XX secolo, fu danneggiata dal terremoto del 2008 e ristrutturata tra il 2009 e il 2011. L'edificio, sviluppato su una pianta a navata unica affiancata da una cappella per lato, presenta una facciata a capanna intonacata, delimitata da due lesene doriche a sostegno del frontone triangolare di coronamento; all'interno l'aula, coperta da una volta a botte lunettata dipinta, accoglie un'acquasantiera in arenaria del 1686.

#### Chiesa di San Donnino a Vezzano

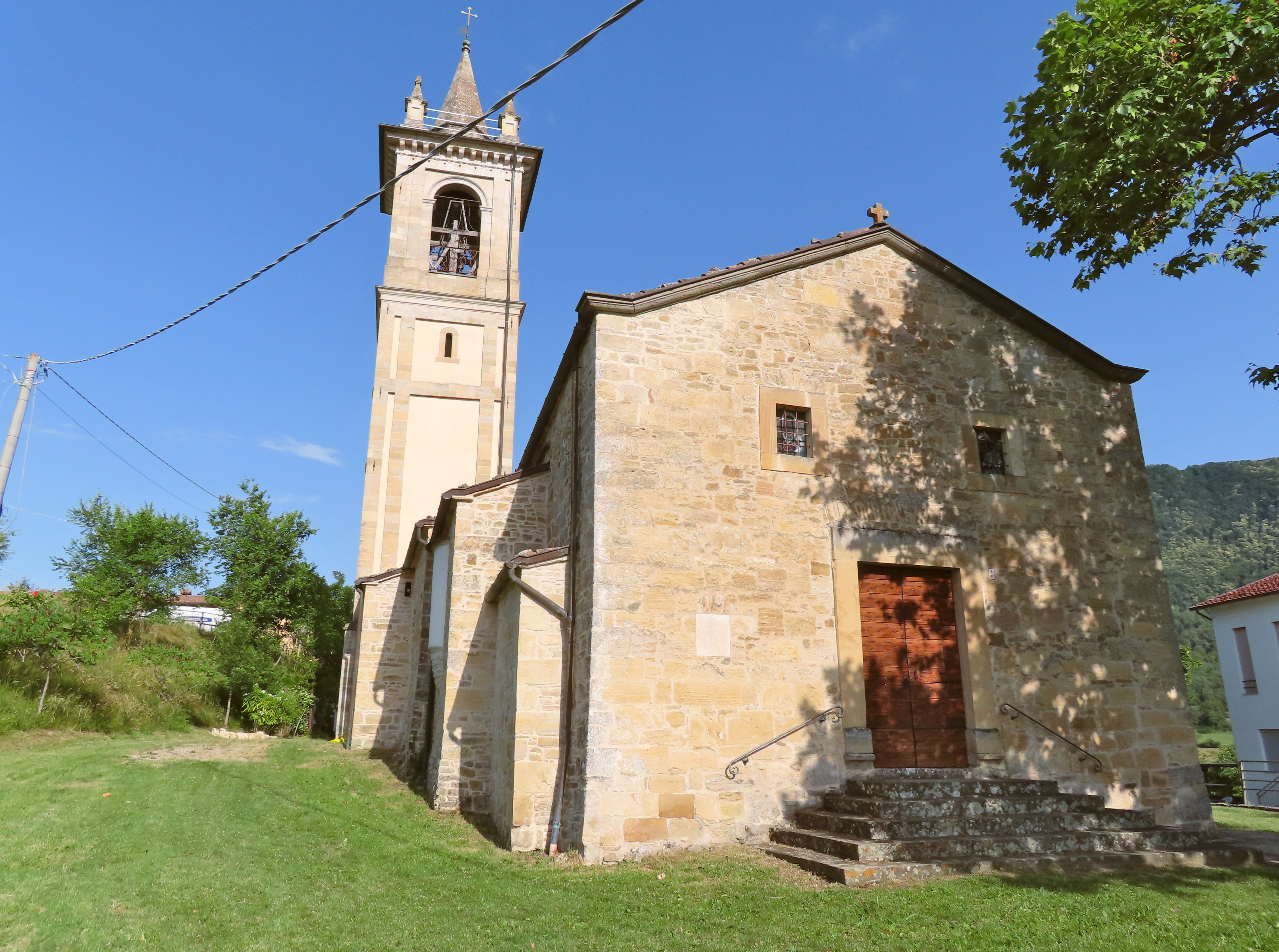
Chiesa di San Donnino a Vezzano

Menzionata per la prima volta nel 1230, la cappella di Vezzano fu unita al vicino oratorio di Pietta tra il 1299 e il 1564, quando fu elevata a sede parrocchiale autonoma; completamente ristrutturata dopo il 1650, fu nuovamente modificata in stile neoclassico tra il 1757 e il 1758; restaurata nel 1874, fu affiancata dal campanile tra il 1883 e il 1888. L'edificio, sviluppato su una pianta a navata unica affiancata da due cappelle sulla sinistra e una sulla destra, presenta una semplice facciata a capanna in arenaria; all'interno l'aula è ornata sui fianchi con lesene doriche, mentre il presbiterio absidato, coperto da una volta a botte lunettata affrescata, accoglie una pala d'altare seicentesca.

#### Chiesa di San Giovanni Evangelista a Orzale

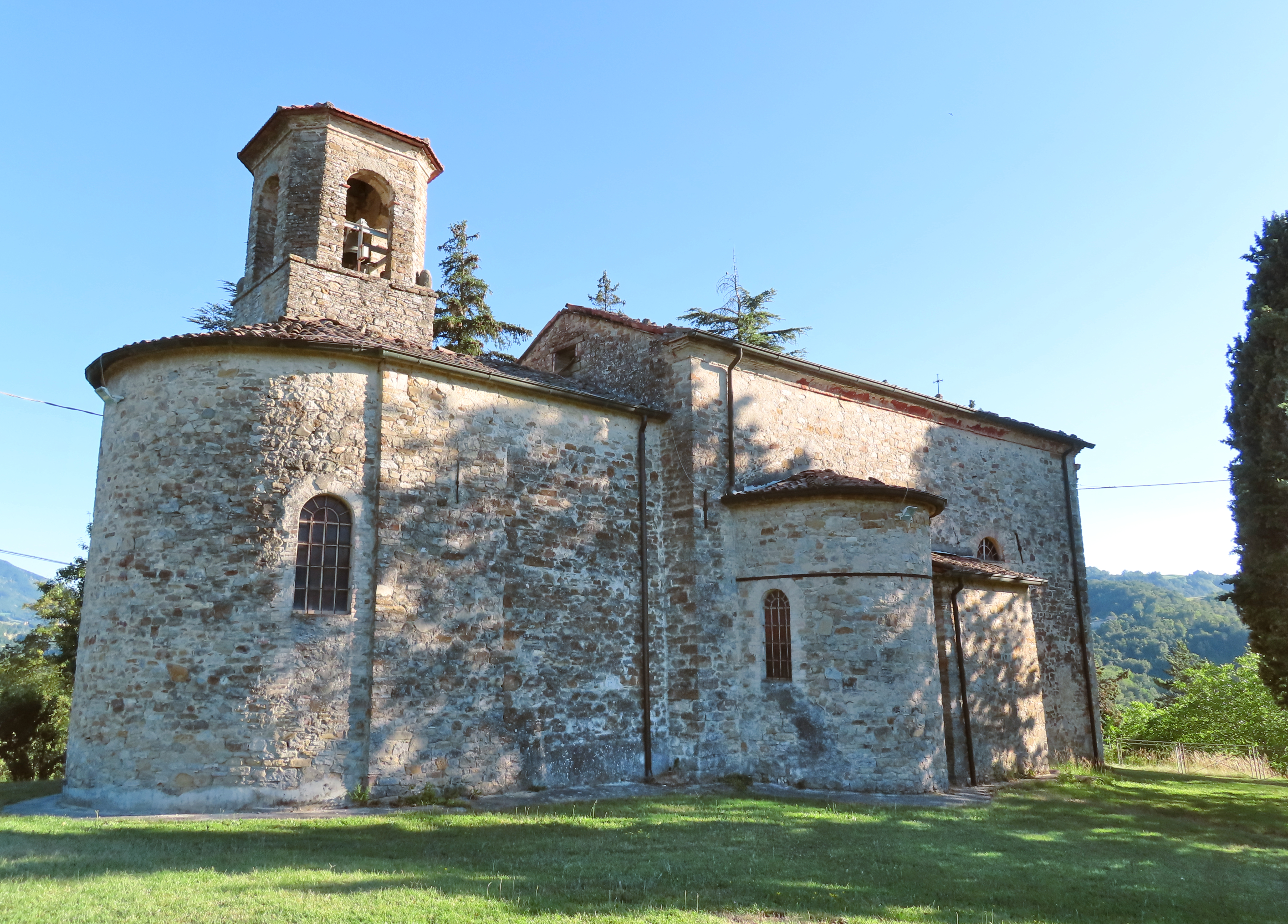
Chiesa di San Giovanni Evangelista a Orzale

Menzionata per la prima volta nel 1230, la cappella di Orzale fu unita a quella di Borsatico agli inizi del XVI secolo; elevata a sede parrocchiale autonoma nel 1564, mantenne fino al 1622 la doppia intitolazione a san Giovanni Evangelista e a santo Stefano protomartire, per poi perdere la seconda. L'edificio neoclassico, sviluppato su una pianta a navata unica affiancata da due cappelle sulla sinistra e una sulla destra, è esternamente rivestito in pietra e presenta una facciata a capanna dominata da un frontone triangolare con cornice in mattoni; all'interno la navata è scandita da lesene doriche, mentre sul fondo del presbiterio il catino absidale è decorato con affreschi.

### Architetture militari

#### Castello
Menzionato per la prima volta nel 1046 nella donazione effettuata dal vescovo di Parma Cadalo alla badessa Imila del monastero di San Paolo di Parma, il castello, appartenente nel XIII secolo a una famiglia ostile ai ghibellini, fu attaccato nel 1266 e nel 1297 il Comune di Parma ordinò che non fosse più ricostruito; riedificato negli anni seguenti, fu conquistato nel settembre 1402 da Orlandino e Lodovico da Palù; attaccato nel dicembre seguente dalle truppe milanesi, fu raso al suolo nel gennaio 1403; sulle rovine nel 1411 Paganino e Giorgio da Palù innalzarono una piccola bastia, da cui furono scacciati dalle truppe estensi; in seguito della fortificazione si perse ogni traccia.

#### Castello di Bazzano

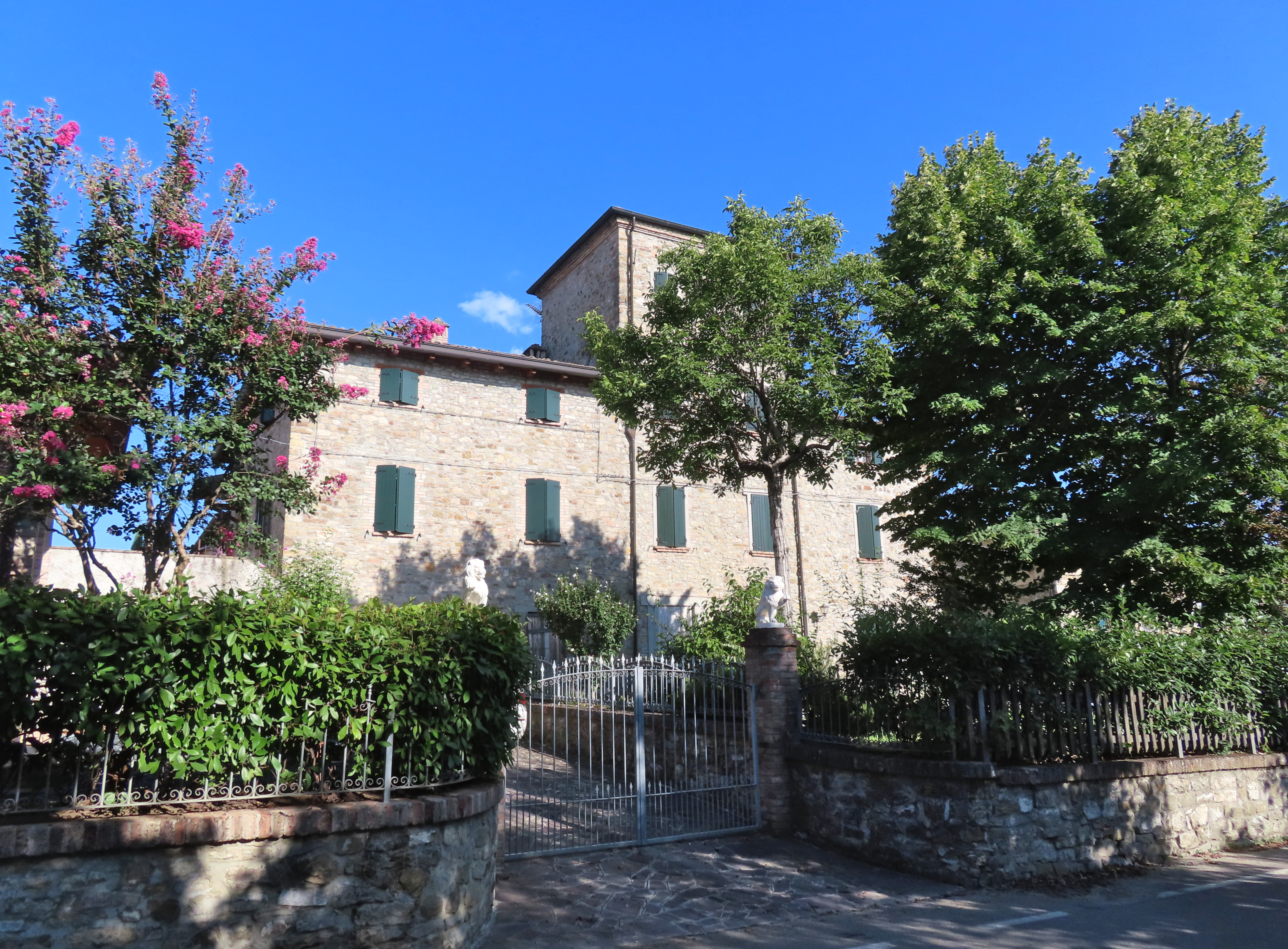
Una delle torri superstiti del castello di Bazzano

Costruito per volere del Comune di Parma in epoca medievale, il castello di Bazzano appartenne quasi ininterrottamente ai Da Correggio dagli inizi del XIV secolo al 1474, a eccezione di una breve parentesi all'inizio del XV secolo in cui ne furono investiti i Terzi; assegnato a Ludovico il Moro, nel 1479 fu ceduto agli Estensi in cambio di altri beni; ritenuto a lungo scomparso, fu probabilmente individuato nella seconda metà del XX secolo in tre torri in pietra poste all'interno di una corte in località La Costa, più volte modificate nei secoli e inglobate in corpi di fabbrica successivi; la torre nord conserva due feritoie e un affresco quattrocentesco raffigurante la Madonna del garofano.

#### Bastia Fattori a Scurano

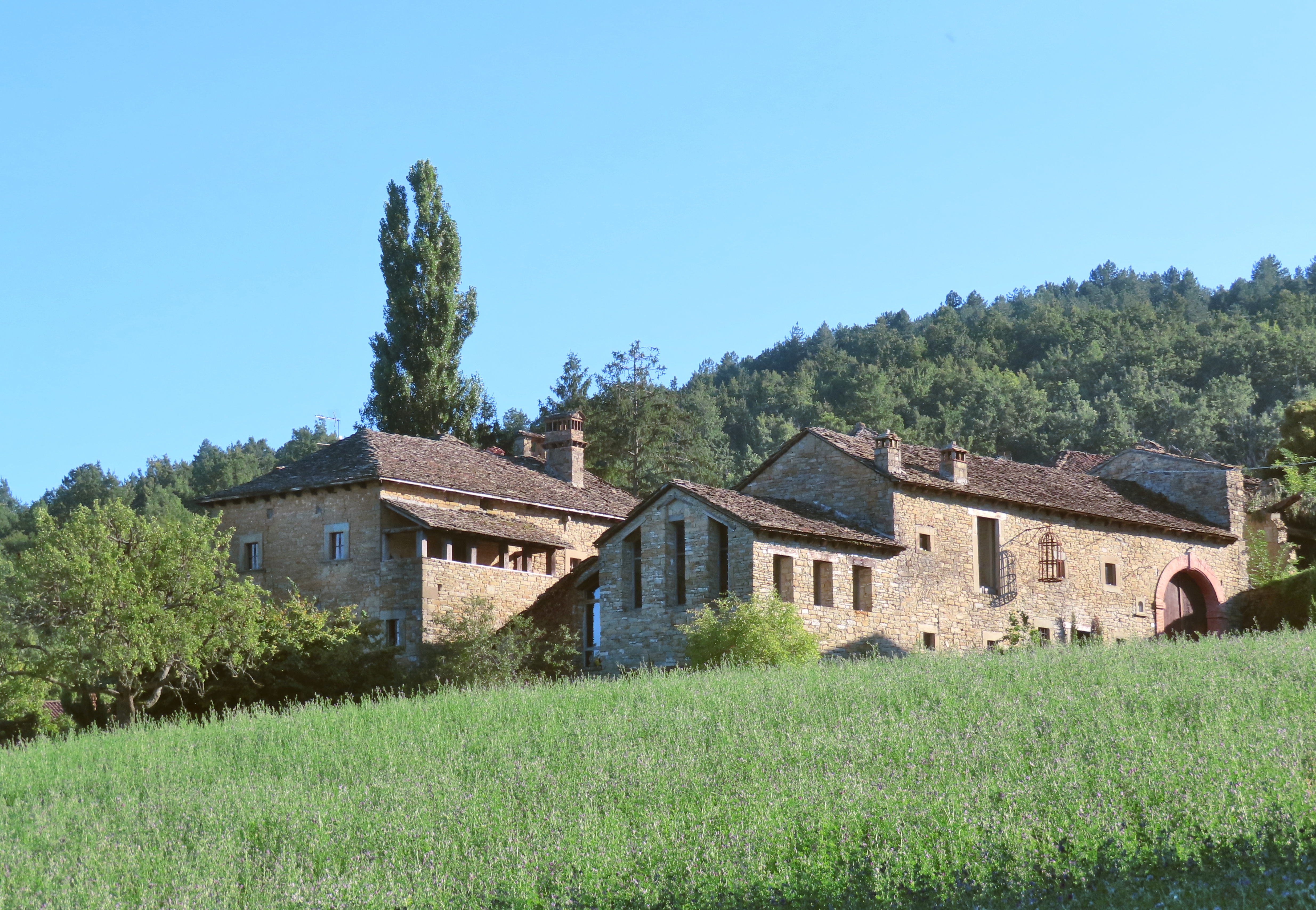
Bastia Fattori a Scurano

Edificata entro il XIV secolo dai Da Correggio, la fortificazione originaria, posta in località Pozzolo di Scurano alle pendici del monte Castellaro, fu distrutta nel 1403 dalle truppe di Ottobuono de' Terzi; dopo la riconquista del territorio da parte di Galasso Da Correggio nel 1409, sulle rovine fu costruita per suo volere una possente torre difensiva, demolita nel 1479 per volere di Ludovico il Moro; in seguito alla cessione della zona al duca Ercole I d'Este, sui resti fu probabilmente eretta su suo ordine una bastia, affidata ai Fattori in qualità di castellani; interamente ristrutturata nel XVII secolo, la struttura fu in seguito frazionata tra vari proprietari. Il complesso, sviluppato intorno a un cortile centrale a pianta rettangolare, è costituito da una serie di edifici in pietra, di forme e altezze diverse, dominati da due torri; l'ala nobile presenta un loggiato seicentesco retto da colonne in pietra, aggiunto nel 1693; all'esterno sorge l'oratorio dell'Addolorata, costruito in forme barocche nel 1696 da Carlo Fattori.

## Società

### Evoluzione demografica
Abitanti censiti

## Cultura

### Musei

#### Museo Uomo Ambiente a Bazzano
Aperto alla fine del 2003 in un edificio medievale restaurato appartenente al Comune di Neviano e situato in località La Costa di Bazzano, il museo, frutto di ricerche effettuate negli anni precedenti da un gruppo di volontari e dagli studenti e insegnanti della scuola elementare di Bazzano, è gestito dal gruppo culturale "Il Camino"; l'allestimento, realizzato anche grazie a supporti multimediali, prevede due diversi percorsi, rispettivamente dedicati alla lavorazione della canapa e alla produzione del vino secondo le tradizioni locali.

#### Museo storico dei lucchetti a Cedogno

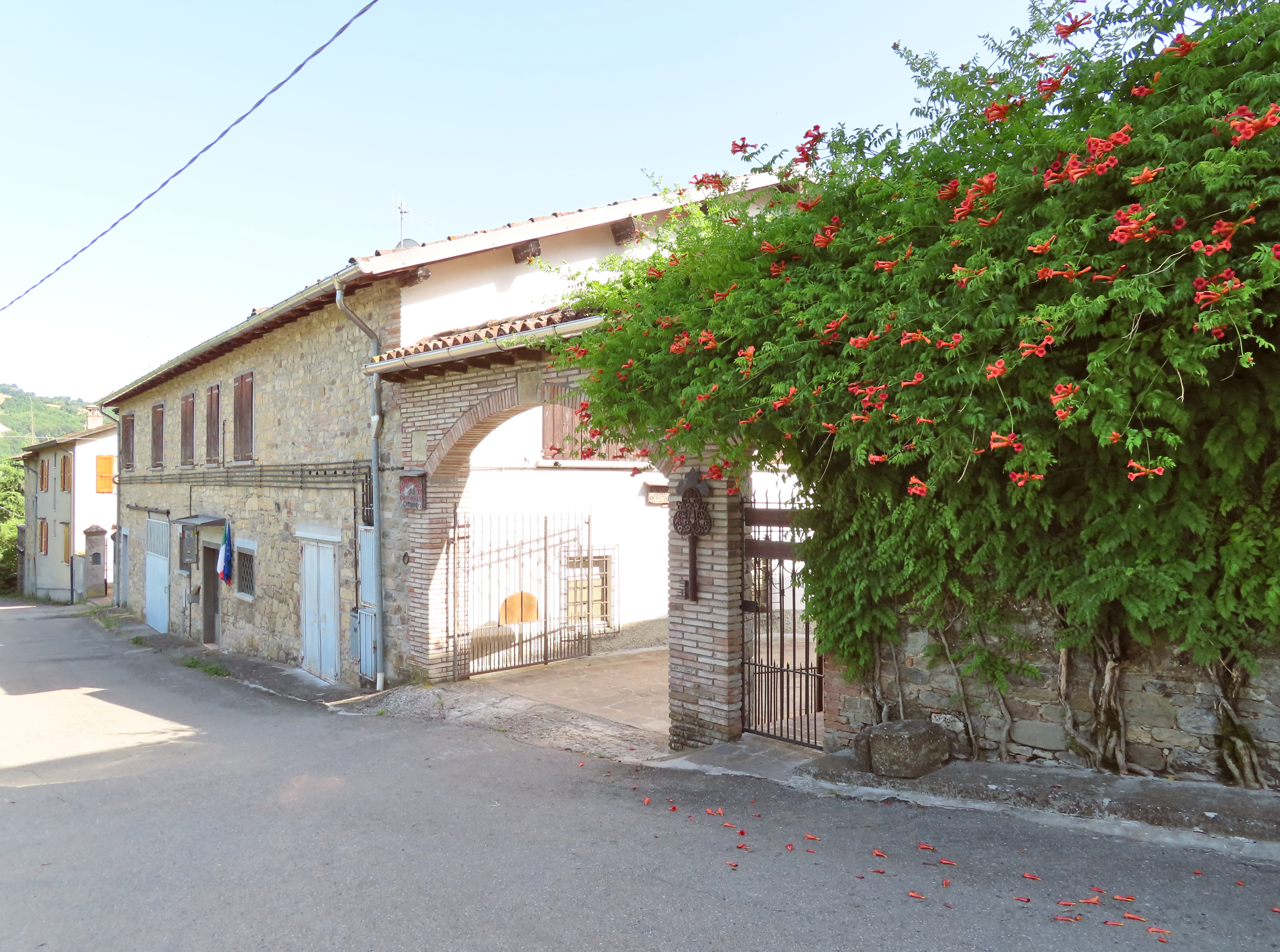
Museo storico dei lucchetti

Aperto al pubblico nel 2001 su iniziativa di Vittorio Cavalli, il museo di Cedogno espone una collezione di oltre 4000 lucchetti di ogni epoca e forma, provenienti da tutto il mondo.

#### MUseoSElla - Collezione Civica Arte Contemporanea a Sella di Lodrignano
Fondato il 24 luglio 2010 all'interno dell'ex scuola elementare di Sella di Lodrignano, il museo, gestito dal 2012 dall'Associazione MUseoSElla, espone oltre 100 opere, raccolte grazie a donazioni di privati, di artisti del XX e XXI secolo, tra i quali Arturo Carmassi, Ennio Finzi, Emilio Scanavino, Concetto Pozzati, Pirro Cuniberti, Renato Guttuso, Quinto Ghermandi e Carlo Corsi.

#### Museo Storico della Resistenza a Sasso
Fondato originariamente nel 1973, il museo di Sasso fu ampliato e riallestito in un nuovo edificio nel 2005; affiancato nel 2012 da una biblioteca, fu risistemato nel 2014. Il museo espone, dietro a sbarre metalliche, armi, divise e oggetti risalenti alla seconda guerra mondiale; attraverso una serie di pannelli sono inoltre descritti i principali eventi storici, i personaggi dell'epoca, le uccisioni e le deportazioni nei lager tedeschi; nella sala finale sono raccolte le testimonianze di alcuni superstiti dell'eccidio, mostrate nel documentario Luglio '44.

#### Casa Museo Colibri a Urzano
Aperta al pubblico nel 2011 e gestita dal Centro Studi delle Valli del Termina dal 2016, la casa museo di Urzano, già residenza estiva di Bruno Bricoli detto Colibri, accoglie numerose opere pittoriche da lui realizzate negli anni, donate dalla vedova Elvira Romanelli.

## Amministrazione
Di seguito è presentata una tabella relativa alle amministrazioni che si sono succedute in questo comune.
| Periodo          | Periodo          | Primo cittadino      | Partito                                   | Carica  | Note   |
| ---------------- | ---------------- | -------------------- | ----------------------------------------- | ------- | ------ |
| 3 luglio 1988    | 11 dicembre 1990 | Enrico Ugolotti      | Democrazia Cristiana                      | Sindaco | [ 94 ] |
| 11 dicembre 1990 | 16 giugno 1993   | Marco Bricoli        | Partito Socialista Italiano               | Sindaco | [ 94 ] |
| 16 giugno 1993   | 28 aprile 1997   | Marco Bricoli        | Partito Socialista Italiano               | Sindaco | [ 94 ] |
| 28 aprile 1997   | 14 maggio 2001   | Isonzo Silvi         | centro-sinistra                           | Sindaco | [ 94 ] |
| 14 maggio 2001   | 30 maggio 2006   | Giordano Bricoli     | Lista civica di centro-destra Per Neviano | Sindaco | [ 94 ] |
| 30 maggio 2006   | 16 maggio 2011   | Giordano Bricoli     | Lista civica di centro-destra Per Neviano | Sindaco | [ 94 ] |
| 16 maggio 2011   | 6 giugno 2016    | Alessandro Garbasi   | Lista civica di centro-destra Per Neviano | Sindaco | [ 94 ] |
| 6 giugno 2016    | 4 ottobre 2021   | Alessandro Garbasi   | Lista civica di centro-destra Per Neviano | Sindaco | [ 94 ] |
| 4 ottobre 2021   | in carica        | Raffaella Devincenzi | Lista civica di centro-destra Per Neviano | Sindaco | [ 94 ] |

### Gemellaggi
- Tarascona